# طوابع الكثبان الرملية
يشير مصطلح الكثبان الرملية في الطوابعية يشير إلى العديد من طبعات الطوابع المنتجة في إمارات الساحل المتصالح (حاليا الإمارات العربية المتحدة) وغيرها مثل عمان واليمن. طبعت هذه الطوابع بكثرة في الستينيات وأوائل السبعينيات من القرن الماضي، وتكاد تكون عديمة القيمة اليوم.

## تاريخها

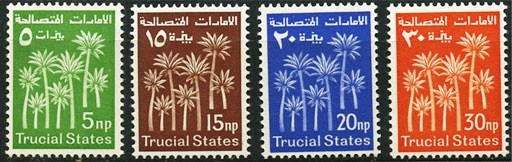
طوابع تحمل اسم الإمارات المتصالحة صدرت سنة 1961، وهي طوابع رسمية

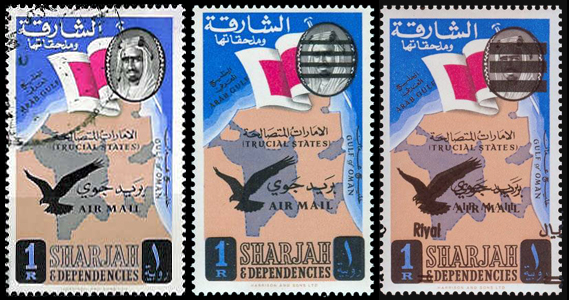
أول طوابع رسمية صدرت من إمارة الشارقة بين عامي 1963 إلى 1965

أدارت المملكة المتحدة العلاقات الخارجية لإمارات الساحل المتصالح نتيجة لمعاهدة «الاتفاقية الحصرية» لعام 1892، بما في ذلك إدارة البريد والبرق - حيث تكن هذه الإمارات منتمية للاتحاد البريدي العالمي. افتتحت حكومة الهند أول مكتب بريد في دبي في عام 1941. وفي عام 1948، وتولت إدارته وتشغيله الوكالات البريدية البريطانية في شرق شبه الجزيرة العربية، وهي شركة تابعة لمكتب البريد العام. كانت الطوابع في ذلك الوقت عبارة عن طوابع بريطانية مقابل رسوم إضافية بقيمة الروبية، حتى عام 1959، حيث أصدرت مجموعة من طوابع بريدية تحمل اسم «الإمارات المتصالحة» من دبي.
في عام 1963، تنازلت المملكة المتحدة عن مسؤوليتها عن الأنظمة البريدية في الإمارات المتصالحة إلى حكام الإمارات المتصالحة. لذلك فإن فينبار كيني وهو رجل أعمال أمريكي ومن هواة جمع الطوابع، قد وجد الفرصة لإنشاء عدد من الإصدارات من الطوابع التي تستهدف سوق جامعي الطوابع المربح. وفي عام 1964، أبرم صفقة مع إمارة عجمان التي تعاني من ضائقة مالية للحصول على امتياز إنتاج الطوابع للحكومة، كما وقع مع حاكم إمارة الفجيرة محمد بن حمد الشرقي في عام 1964، لكنه اتهم بالتورط في قضية رشوة في الولايات المتحدة بسبب تعاملاته مع حكومة جزر كوك.
حملت هذه الطوابع مصورا ذات ألوان وأشكال صارخة وليس لها صلة فعلية بالإمارات التي أصدرت منها (تضمنت الإصدارات «أبحاث الفضاء» و «الألعاب الأولمبية في طوكيو لعام 1964» وإصدارين فرديين من إمارة أم القيوين عن «الملوك والملكات البريطانيون»، ورغم ارتفاع درجات الحرارة في الصيف في أم القيوين إلى 50 درجة مئوية، فقد أصدرت طوابع عن «الألعاب الأولمبية الشتوية» لذلك تُعرف مجتمعة باسم «الكثبان الرملية».

## قيمتها

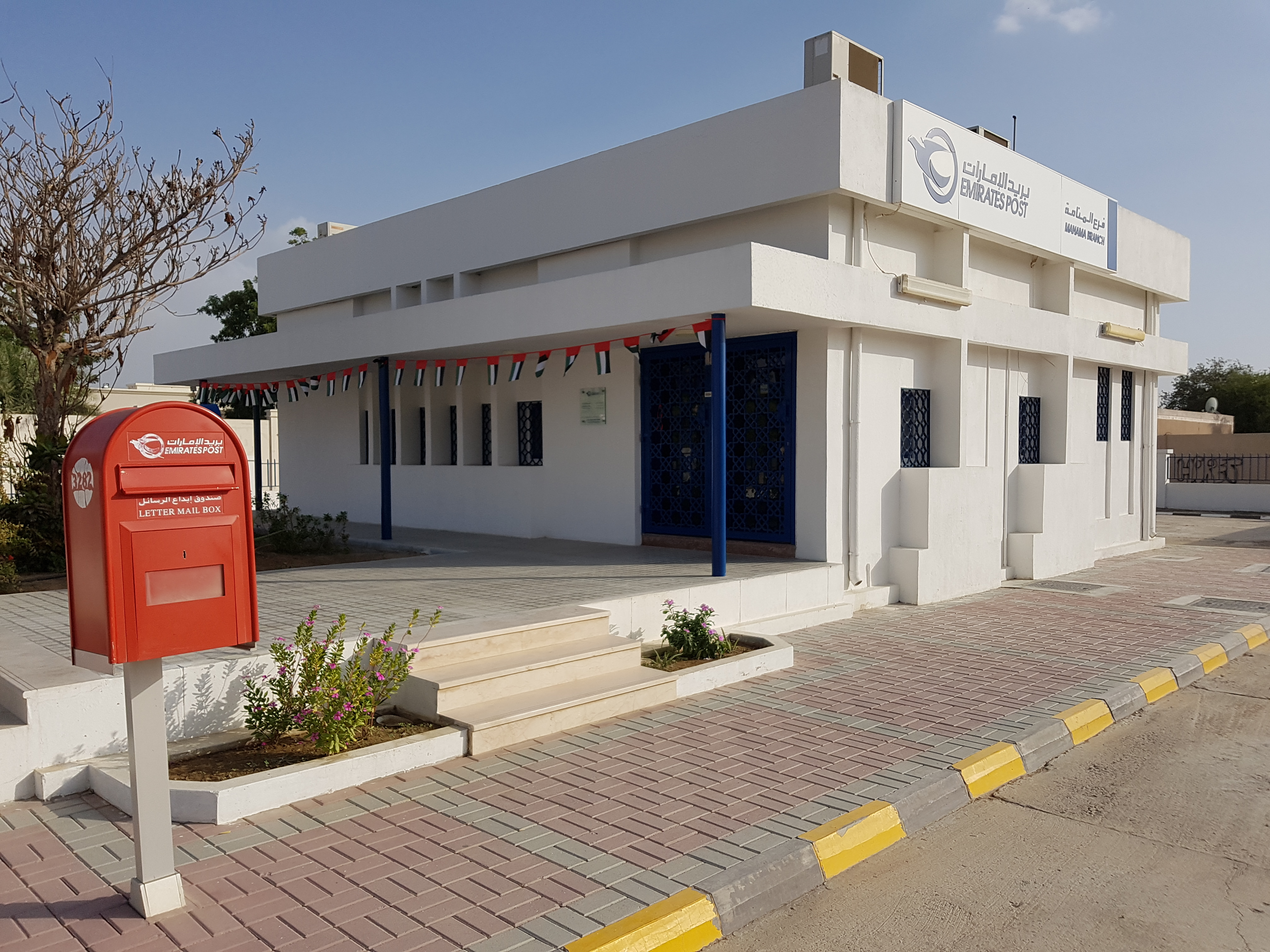
أصدر مكتب بريد المنامة، وهو اليوم فرع من فروع بريد الإمارات، في الأصل طبعات ضخمة من الطوابع في الستينيات.

كان بيع الطوابع البريدية لفترة قصيرة تجارة مربحة للإمارات، حيث كان لمعظم الإمارات القليل من مصادر الدخل، باستثناء إمارة أبو ظبي، التي توفر فيها إنتاج النفط منذ عام 1965. ومع ذلك، انخفضت الإيرادات التي تصل إلى 70 ألف جنيه إسترليني للإمارات الأفقر إلى 30 ألف جنيه إسترليني مع التشبع الحتمي للسوق. شكل بيع الطوابع بحلول عام 1966 المصدر الرئيسي لدخل الإمارات المتصالحة الشمالية.
أدى انتشارها في النهاية إلى تقليل قيمتها، ولهذا السبب، فإن العديد من الكتالوجات الشعبية اليوم لا تدرجها حتى.
من بين هذه الإصدارات، بعد افتتاح مكتب بريد في المنامة بإمارة عجمان بتاريخ 5 يوليو 1966، أصدرت تسع طبعات تحمل اسم «المنامة ملحقة إمارة عجمان». قلة من هواة جمع الطوابع كانوا يدركون أن المنامة كانت عبارة عن قرية زراعية نائية فيها عدد قليل من المنازل المبنية من طوب اللبن على سهل يطل عليه جبال الحجر.
انتهت ترتيبات فينبار كيني عندما توحدت الإمارات العربية المتحدة في ديسمبر 1971.

### الإصدارات حسب الإمارات
| العلم    | الإمارة                                                         | البداية                                                          | عدد الطوابع | عدد الطوابع             | عدد الطوابع                                          | النهاية                                                   |
| العلم    | الإمارة                                                         | البداية                                                          | ميشيل 2006  | «Oh My Gosh Publishing» | Trucial States Catalog 1976                          | النهاية                                                   |
| -------- | --------------------------------------------------------------- | ---------------------------------------------------------------- | ----------- | ----------------------- | ---------------------------------------------------- | --------------------------------------------------------- |
|          | عجمان                                                           | البريد السابق الخاص: 29 نوفمبر 1963 أول إصدار: 20 يونيو 1964     | 2995        | 1423                    | 2873                                                 | الإصدار الأخير: مارس 1973 التوزيع: حتى أبريل 1973         |
| المنامة  | لم يسبق لها أي إصدار بريدي الإصدار الأول: 5 يوليو 1966          | 1255                                                             | 1235        | 1508                    | الإصدار الأخير: 1 أغسطس 1972 التوزيع: حتى أبريل 1973 |                                                           |
|          | دبي                                                             | البريد السابق الخاص: 1909 الإصدار الأول: 15 يونيو 1963           | 416         | 448                     | 423                                                  | الإصدار الأخير: 31 يونيو 1972 التوزيع: حتى 31 ديسمبر 1972 |
|          | رأس الخيمة                                                      | لم يسبق لها أي إصدار بريدي أول إصدار: 12 ديسمبر 1964             | 905         | 966                     | 1036                                                 | الإصدار الأخير: 22 أبريل 1973 التوزيع: حتى أبريل 1973     |
|          | أم القيوين                                                      | البريد السابق الخاص: 27 نوفمبر 1963 أول إصدار: 29 يونيو 1964     | 1704        | 1569                    | 1507                                                 | الإصدار الأخير: 1 أغسطس 1972 التوزيع: حتى 31 ديسمبر 1972  |
|          | الفجيرة                                                         | البريد السابق الخاص: 22 نوفمبر 1963 22 سبتمبر 1964               | 1545        | 1451                    | 1508                                                 | آخر إصدار: 1 أغسطس 1972 التوزيع: حتى أبريل 1973           |
|          | الشارقة                                                         | البريد السابق الخاص: 10 يوليو 1963 الإصدار الأول: في نفس التاريخ | 1400        | 1683                    | 1247                                                 | الإصدار الأخير: 31 يوليو 1972 التوزيع: حتى 31 ديسمبر 1972 |
| خور فكان | البريد السابق الخاص: 20 فبراير 1965 الإصدار الأول: 20 مارس 1965 | 226                                                              | 235         | 231                     | الإصدار الأخير: 1969 التوزيع: حتى 31 ديسمبر 1972     |                                                           |

## معرض الصور

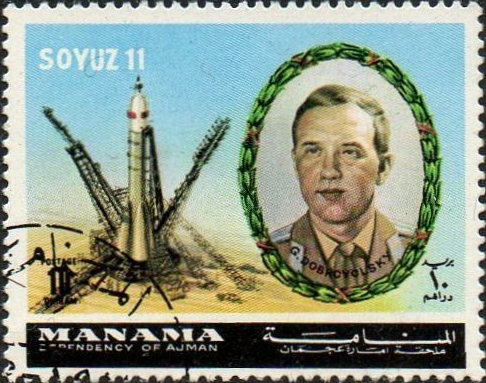
طابع صادر باسم المنامة عام 1972 يحمل صورة جورجي دوبروفولسكي
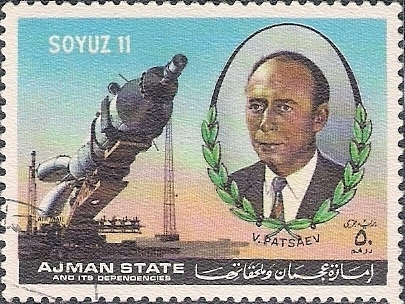
المهندس السوفيتي فيكتور باتساييف الذي توفي في الفضاء الخارجي
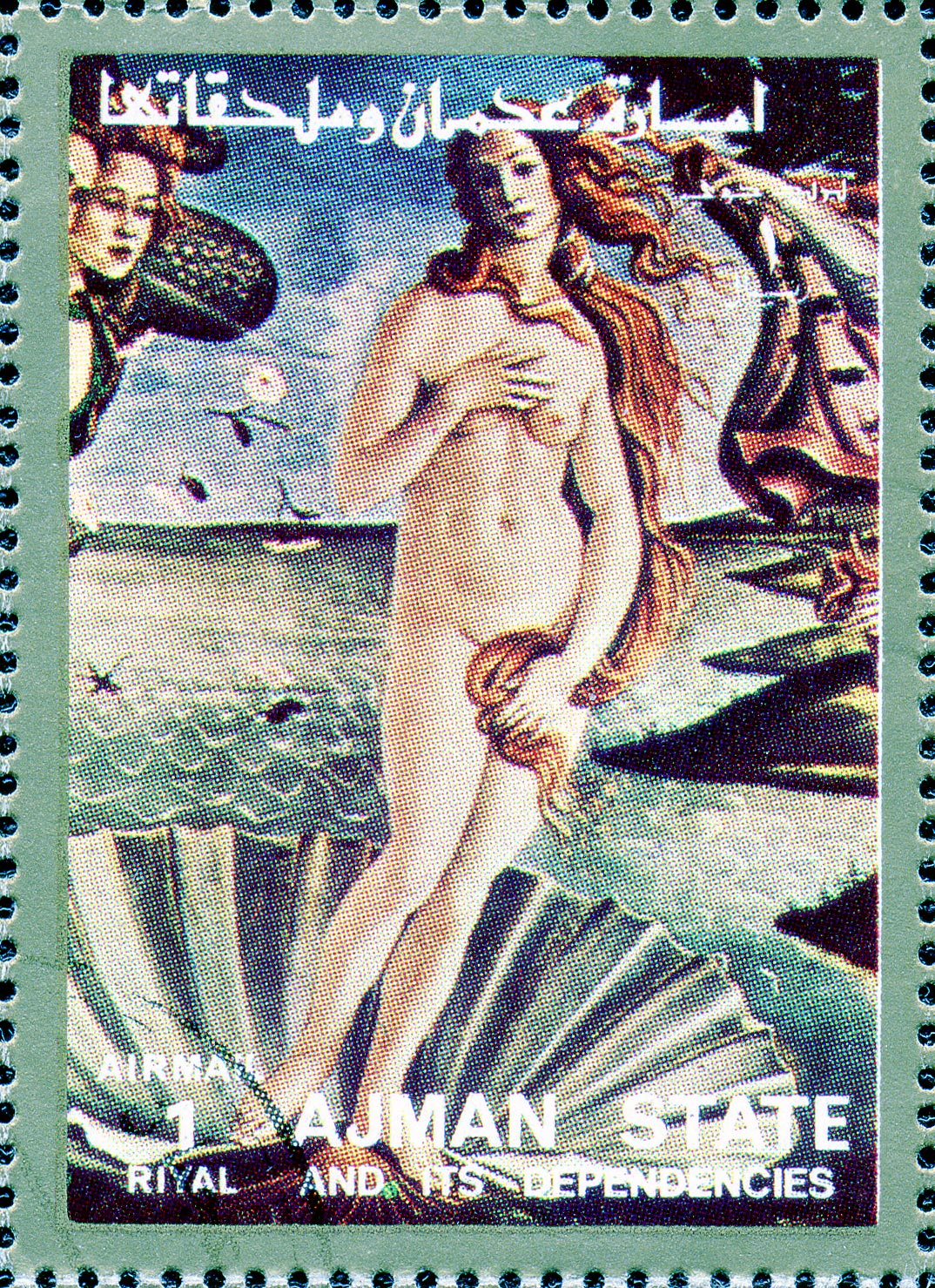
جزء من لوحة ولادة فينوس للرسام ساندرو بوتيتشيلي على طابع من عجمان
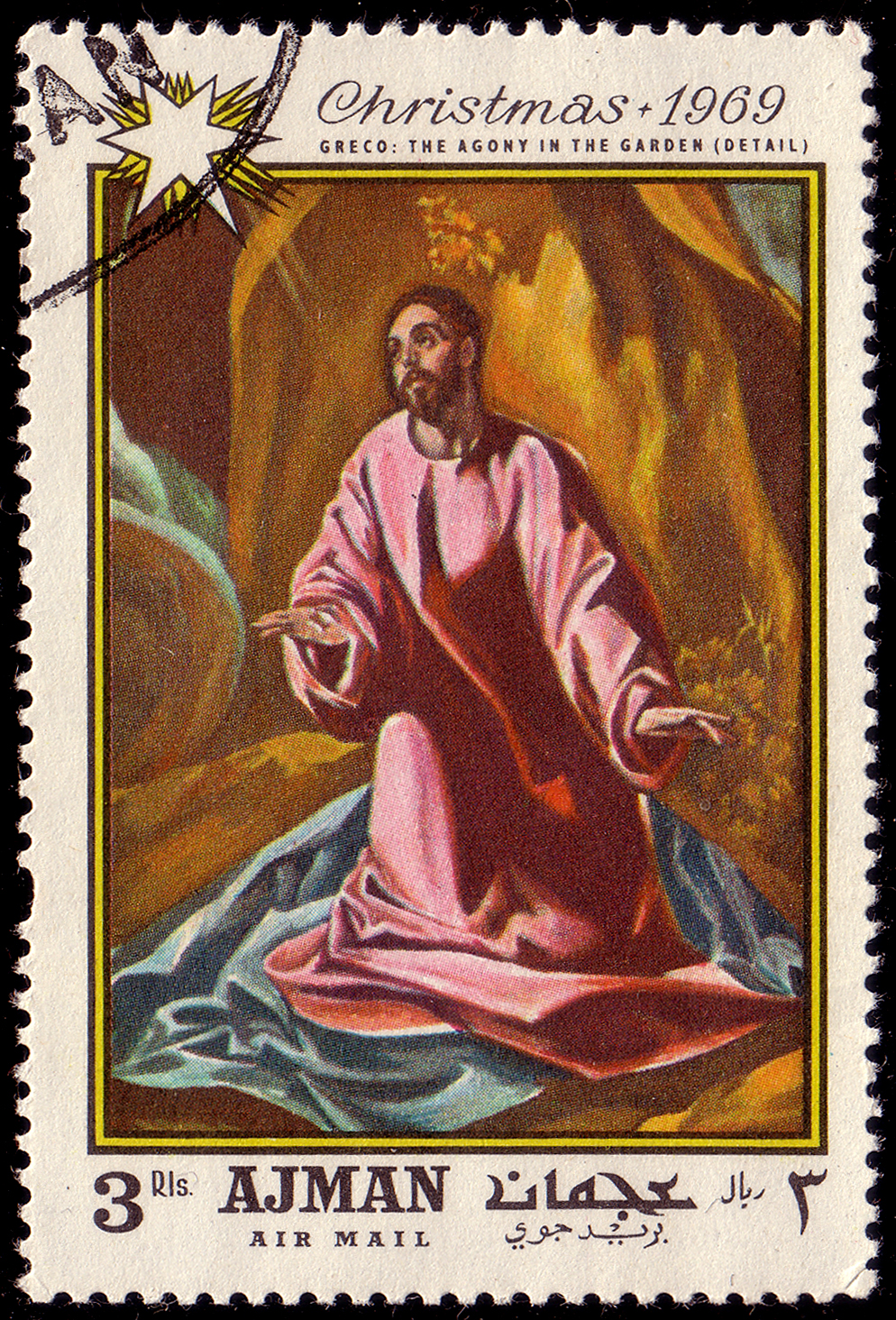
طابع عن عيد الميلاد من عجمان تحمل صورة من لوحة للرسام إل غريكو ، عذاب في الحديقة، سنة 1969
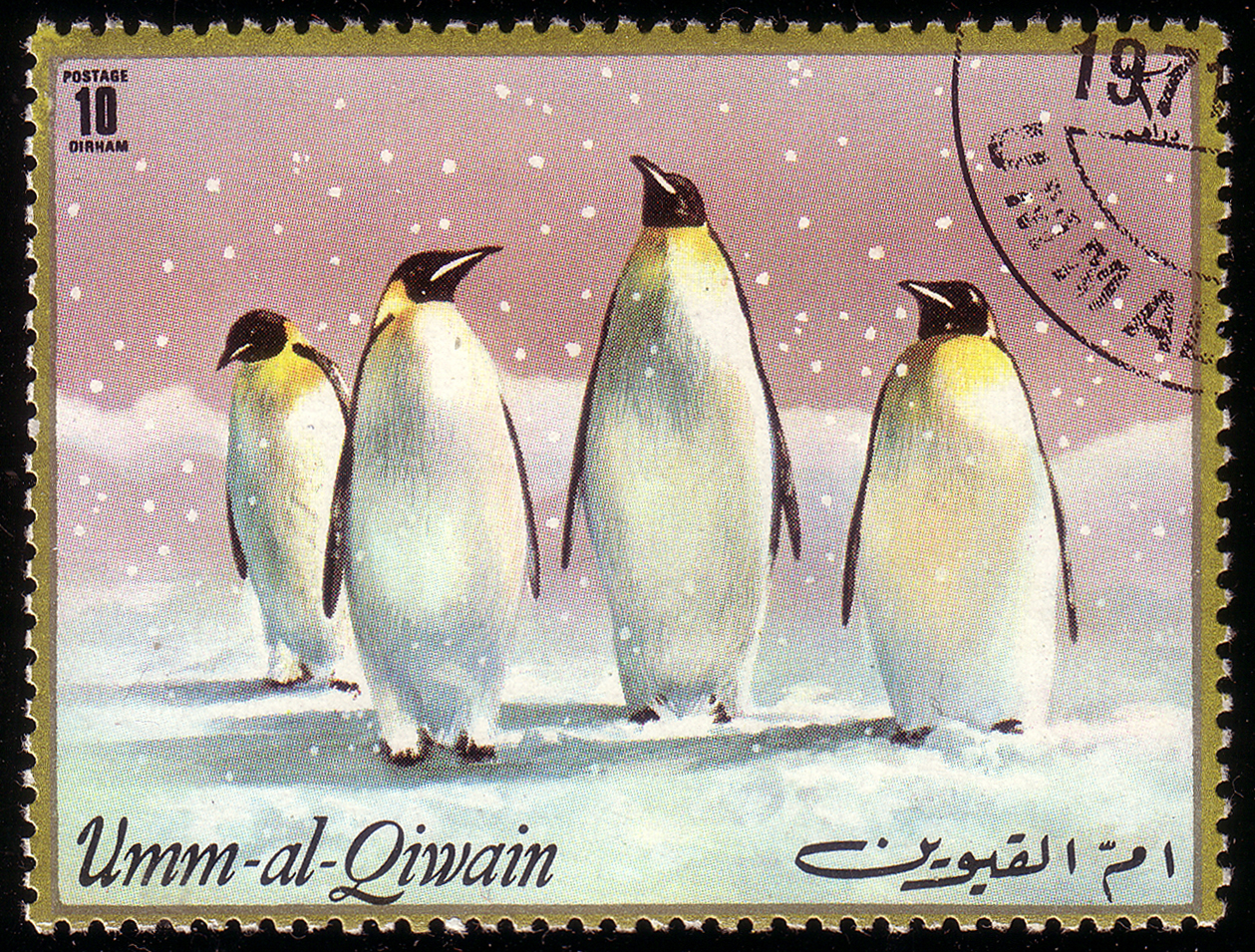
طابع من أم القيوين يحمل صورة بطاريق صدر سنة 1971
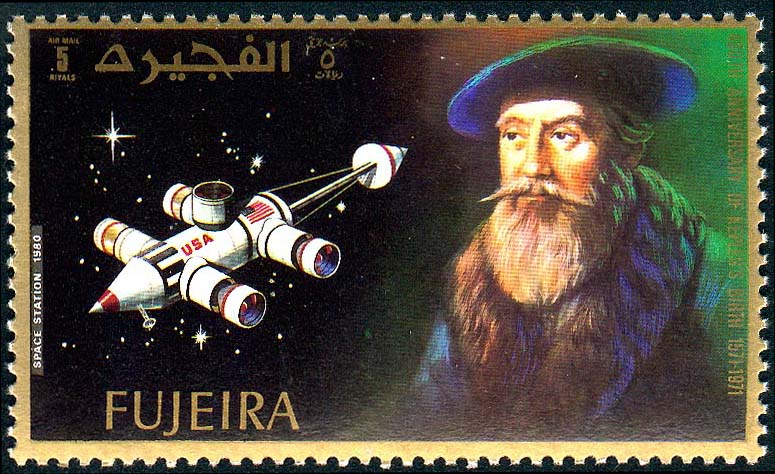
طابع من الفجيرة يحمل صورة يوهانس كيبلر
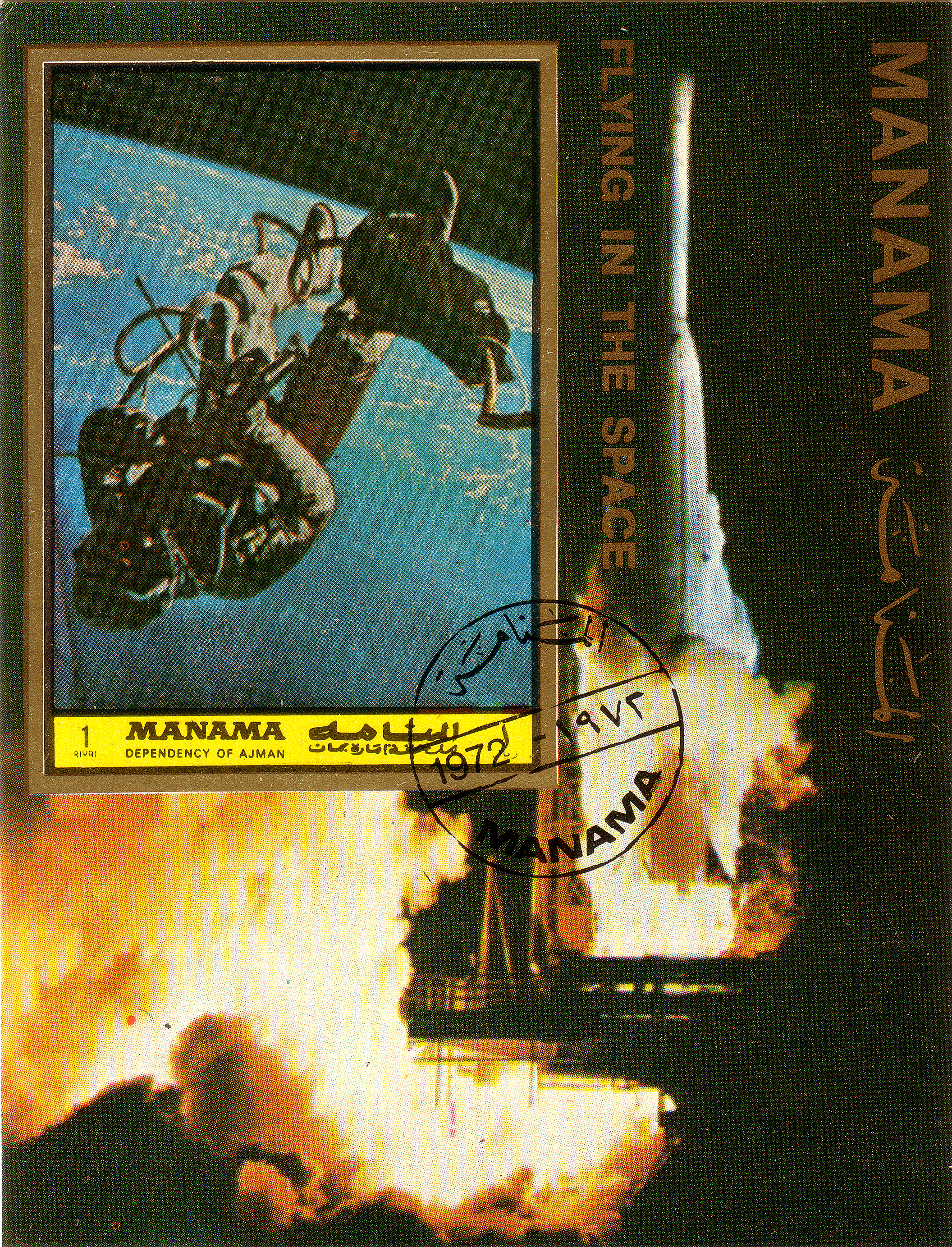
طابع عن الفضاء صادر من المنامة ملحقة إمارة عجمان
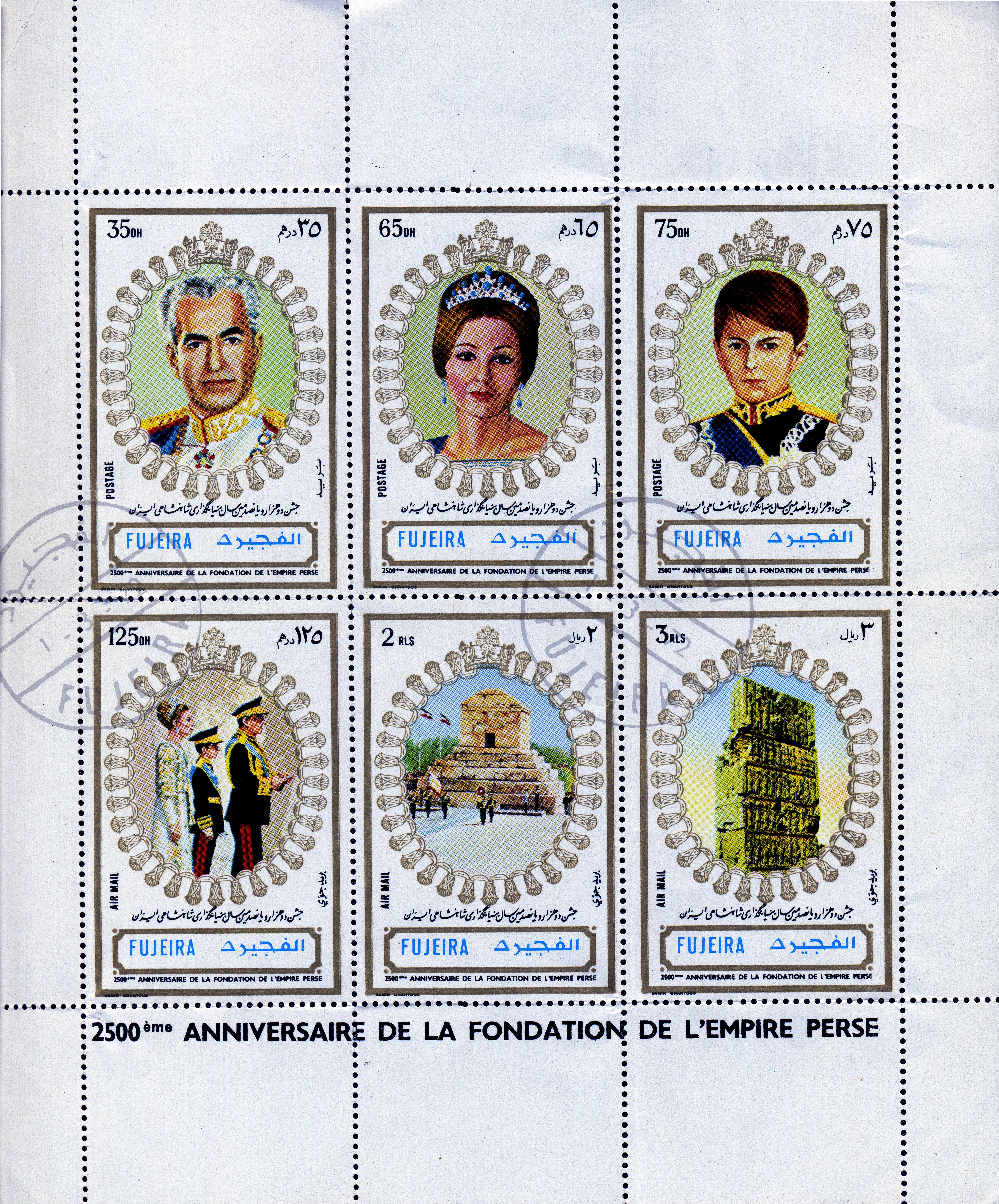
طوابع من الفجيرة تحمل صور شاه إيران وعائلته ومكتوب عليها باللغة الفارسية
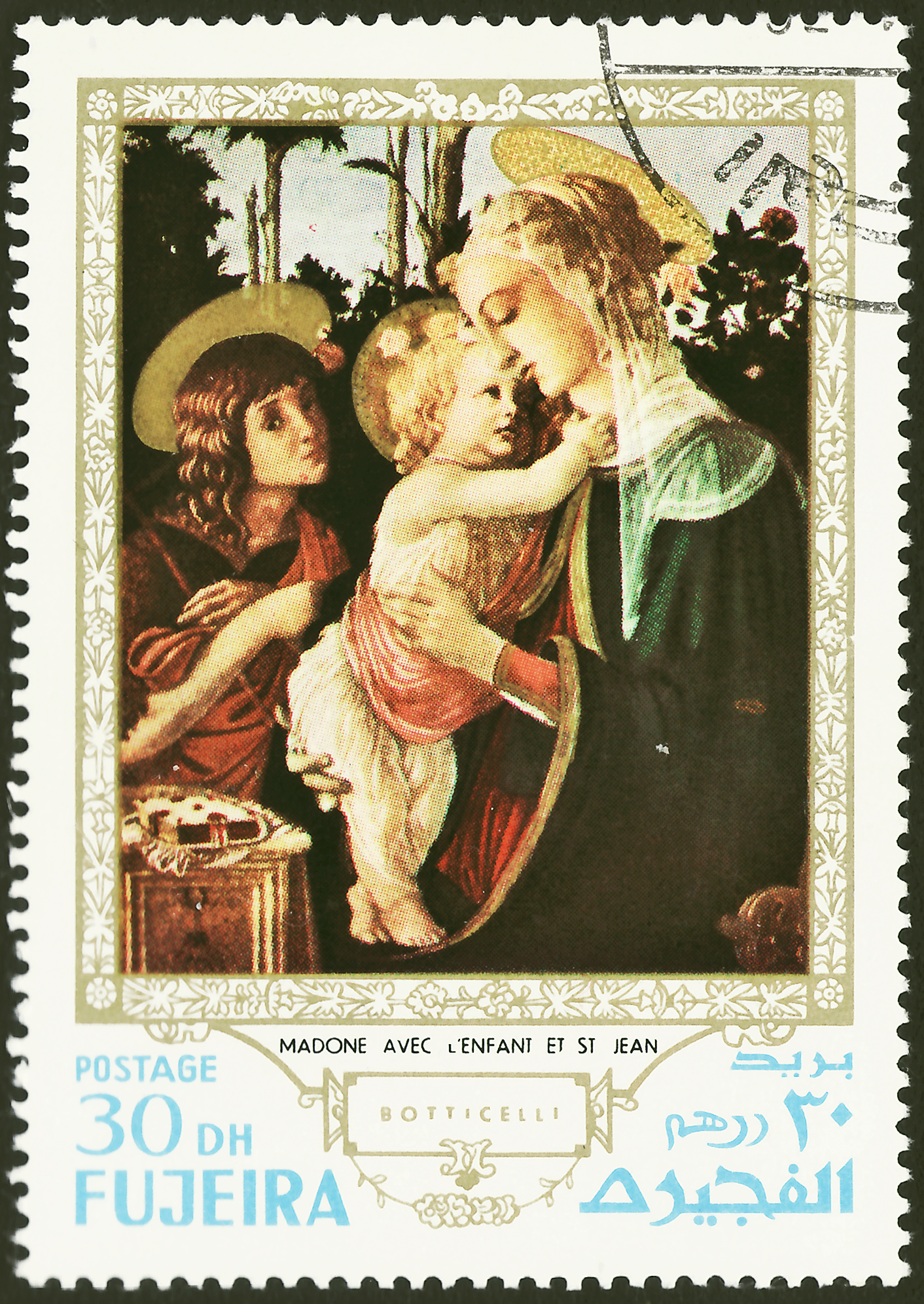
لوحة للعذراء وطفلها المسيح للرسام ساندرو بوتيتشيلي على طابع من الفجيرة (لمطالعة مقالة اللوحة من ويكيبيديا الفرنسية من هنا) - طالع طوابع اليمن
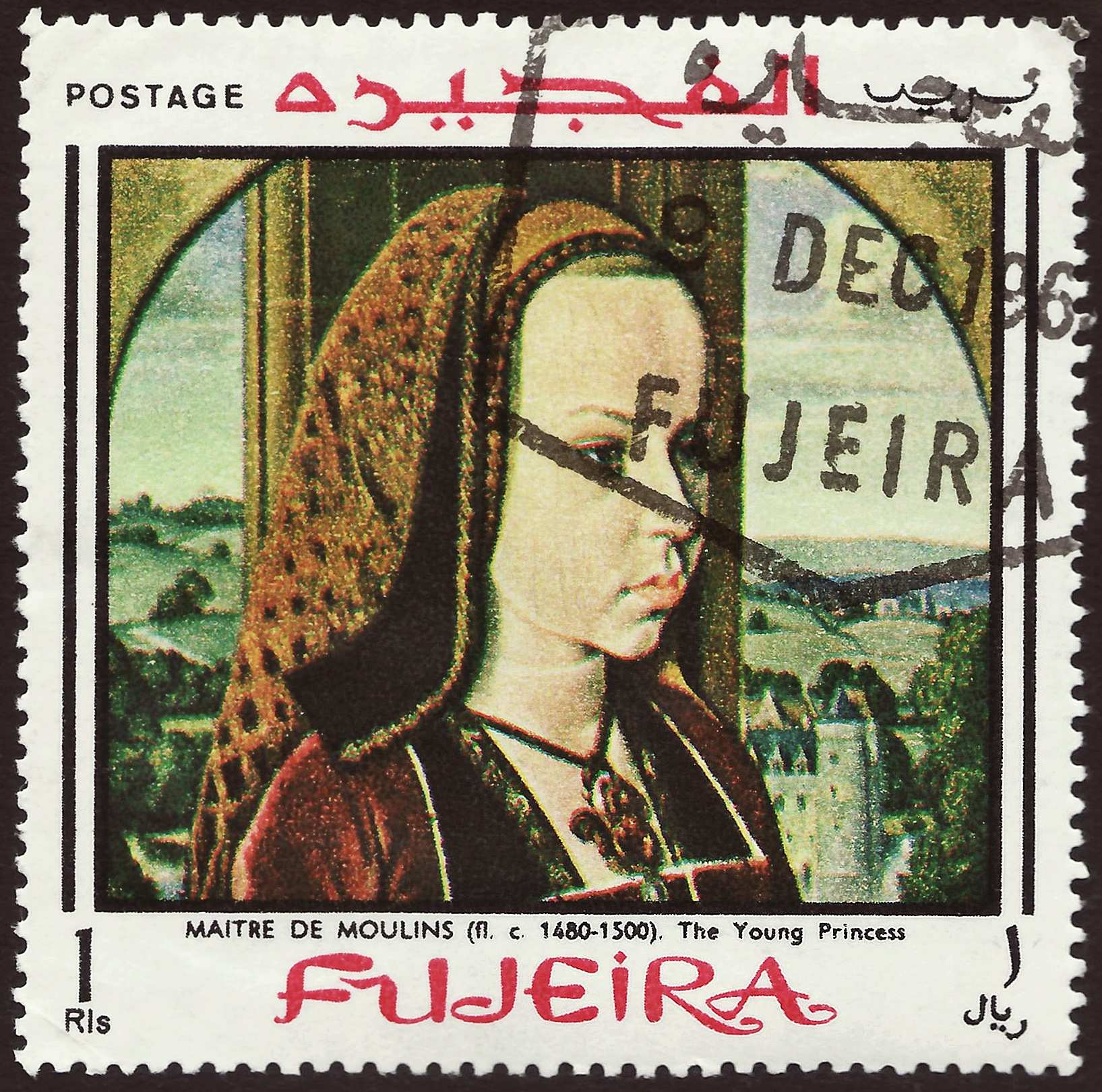
طابع من الفجيرة تحمل صورة مارغريت دوقة سافوي للرسام جين هاي أو سيد مولان (Jean Hey - Master of Moulins)
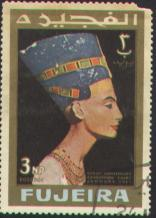
طالع من الفجيرة
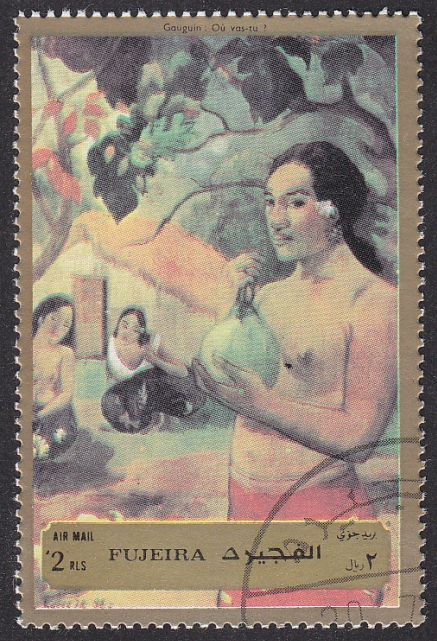
طابع من الفجيرة عليه صورة لوحة المرأة مع الفاكهة للرسام بول غوغان (Q4179466)
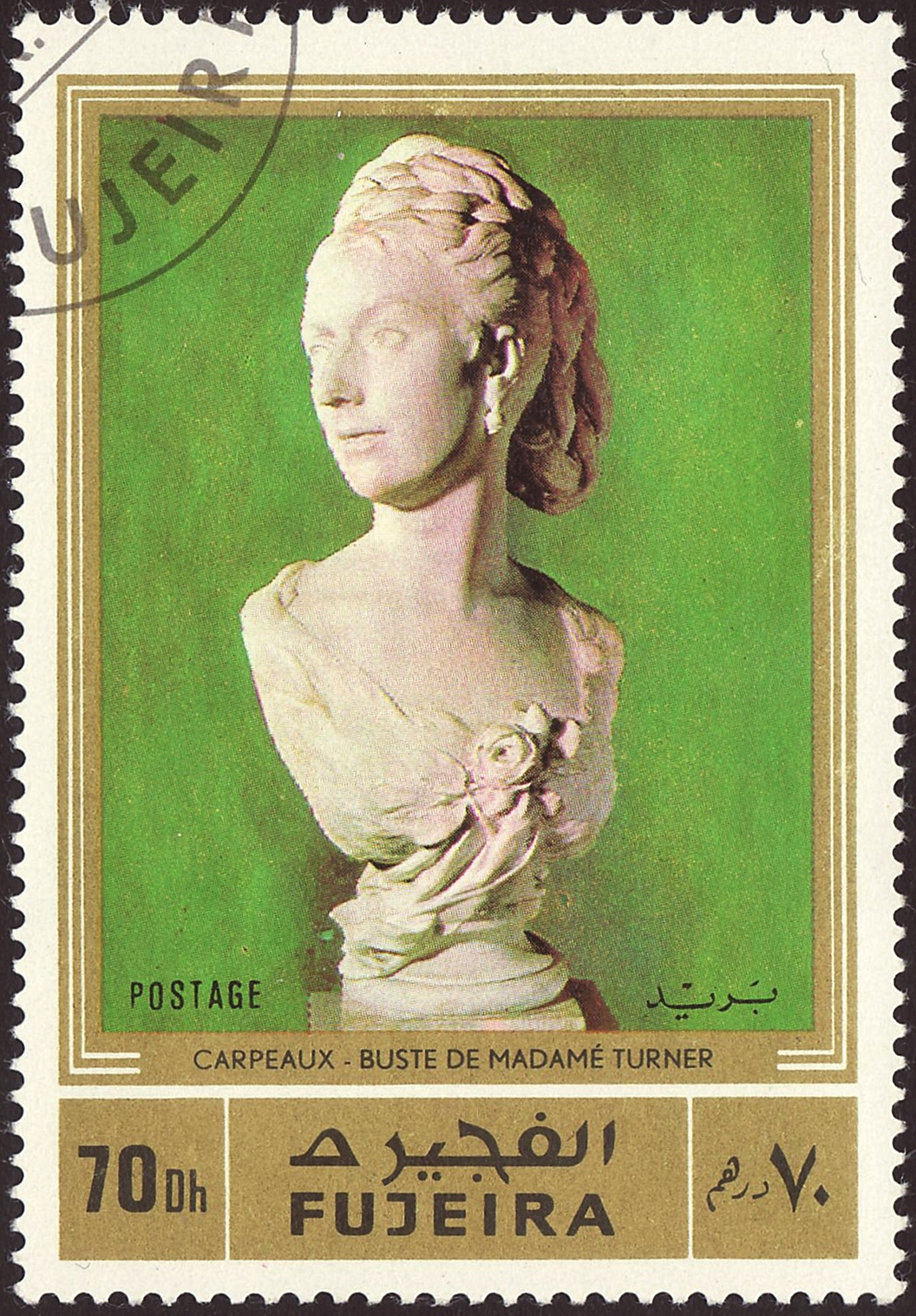
طابع من الفجيرة يحمل صورة تمثال مدام ترنر للفنان جان بابتيست كاربو[الإنجليزية]
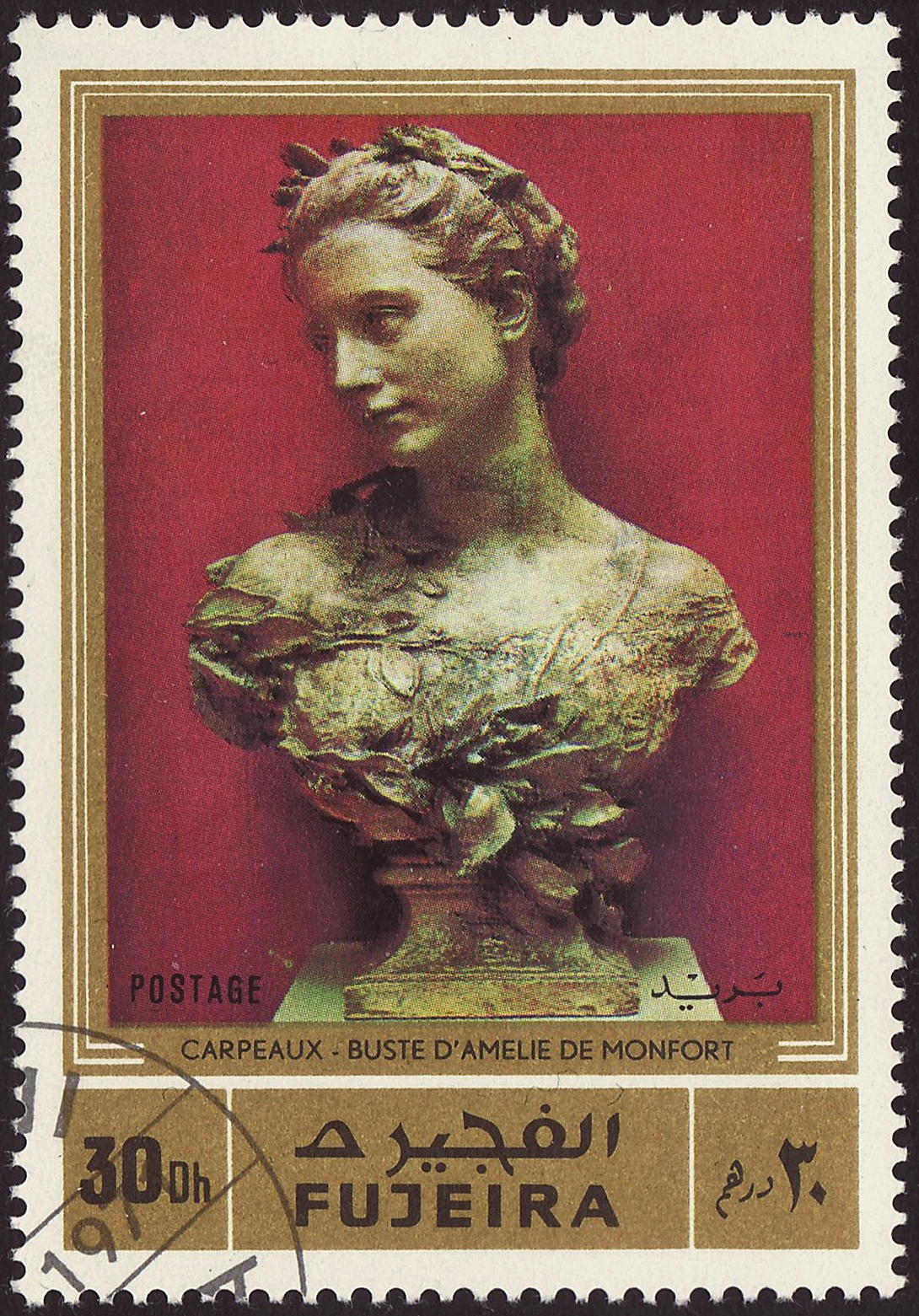
طابع من الفجيرة يحمل صورة تمثال إميلي دي مونتفورت للفنان جان بابتيست كاربو[الإنجليزية]، وهي زوجته (Q28112517)
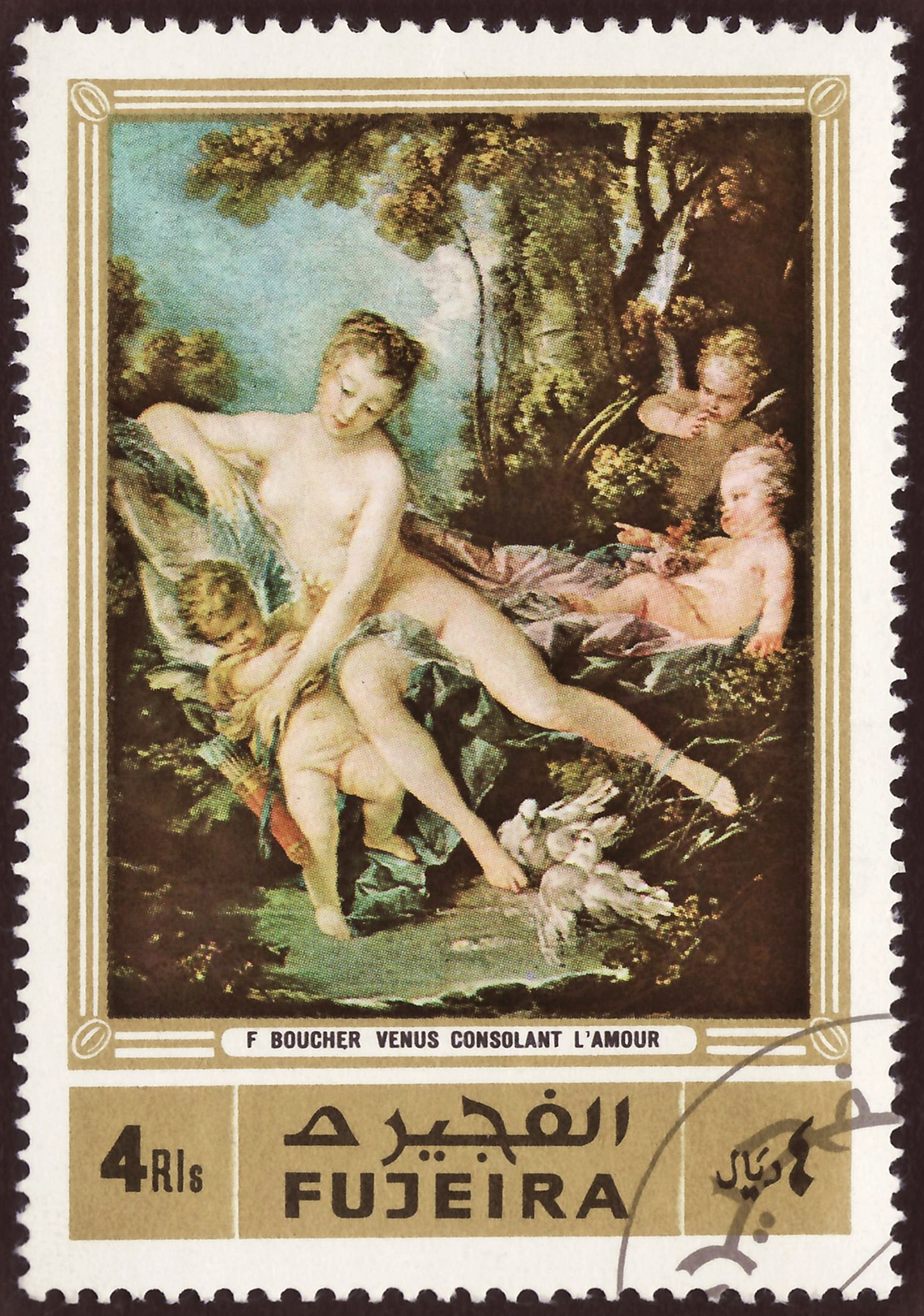
طابع من الفجيرة يحمل لوحة فينوس تعزية الحب (بالإنجليزية: Venus Consoling Love) أو حمام فينوس (بالإنجليزية: The Bath of Venus) للرسام فرانسوا بوشيه
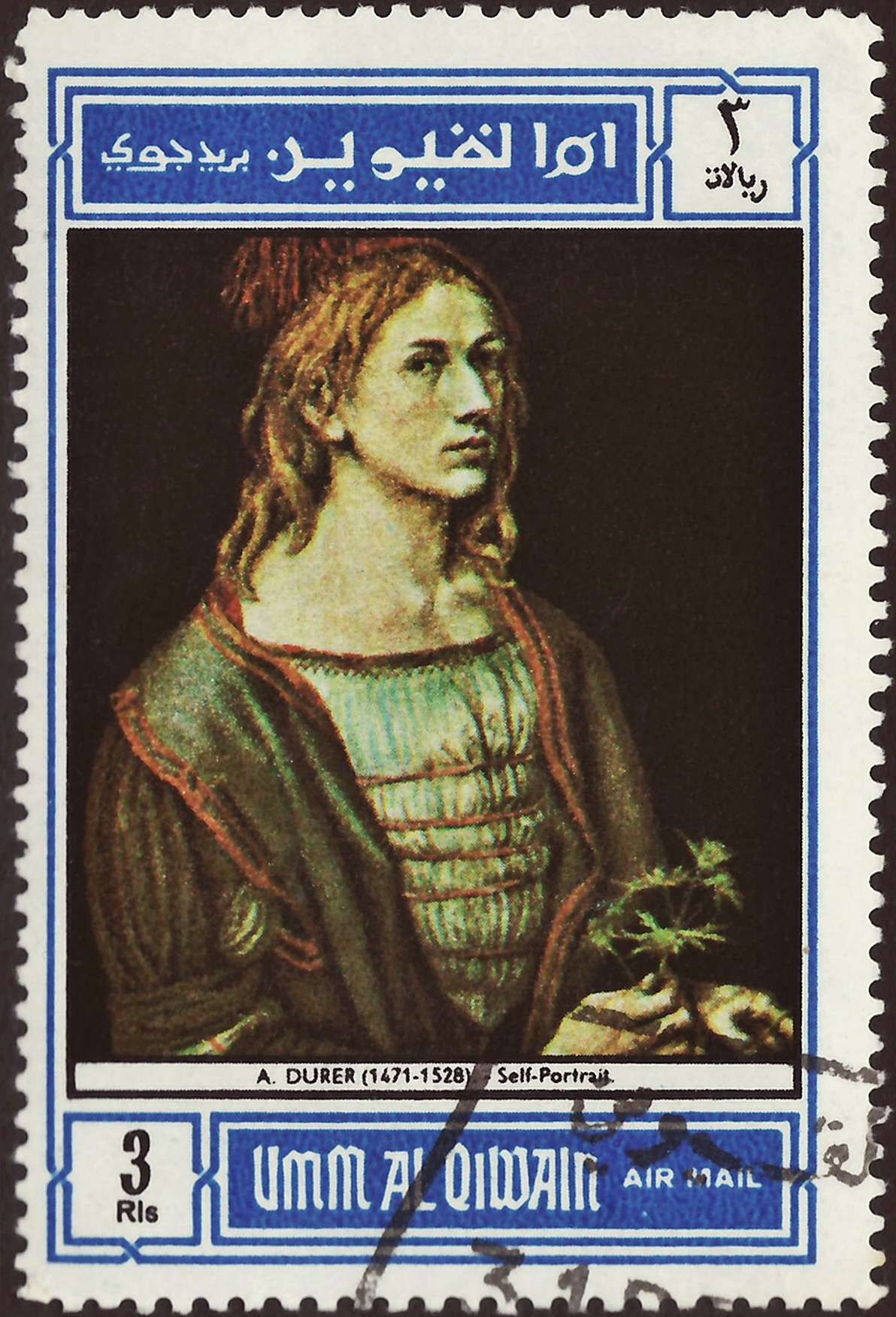
طابع من أم القيوين يحمل لوحة ذاتية للفنان آلبرخت دورر
طوابع من أم القيوين تحمل صور رواد الفضاء في مهمة أبولو 13 وهم جيم لوفل وفريد هايس وجاك سويغيرت
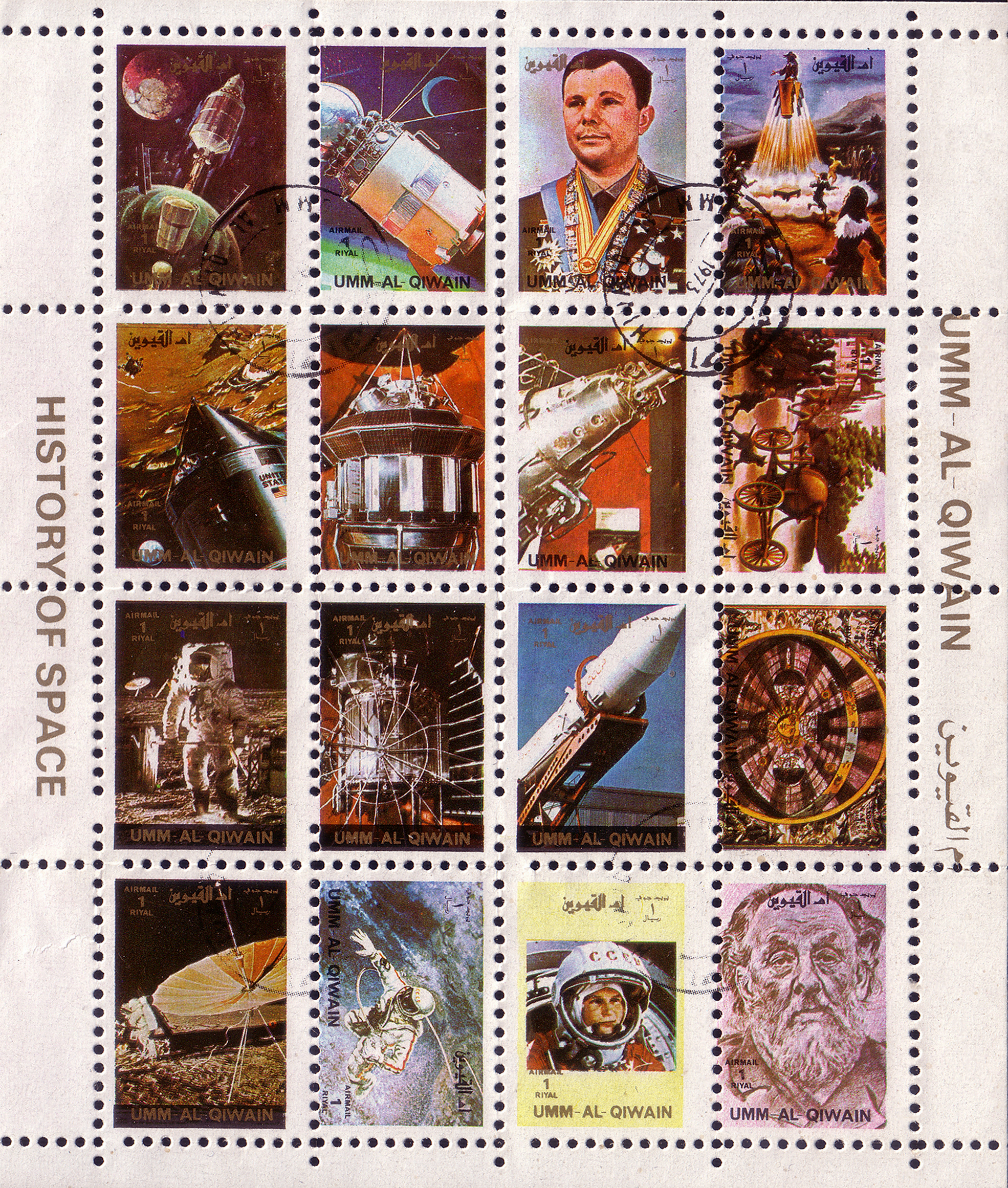
مجموعة طوابع من أم القيوين عن تاريخ الفضاء واستكشافات الفضاء السوفيتية

## إصدارات رسمية
أصدرت دولة الإمارات العربية المتحدة أول طوابع اتحادية في 1 يناير 1973. قبل ذلك، أصدرت كل إمارة على حدة طوابعها الخاصة.

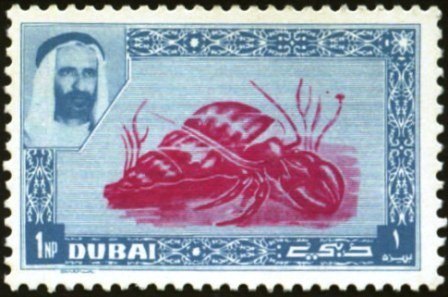
طابع من دبي، 1963
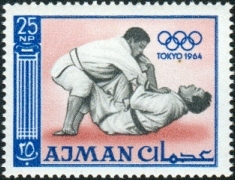
طابع من عجمان، 1965
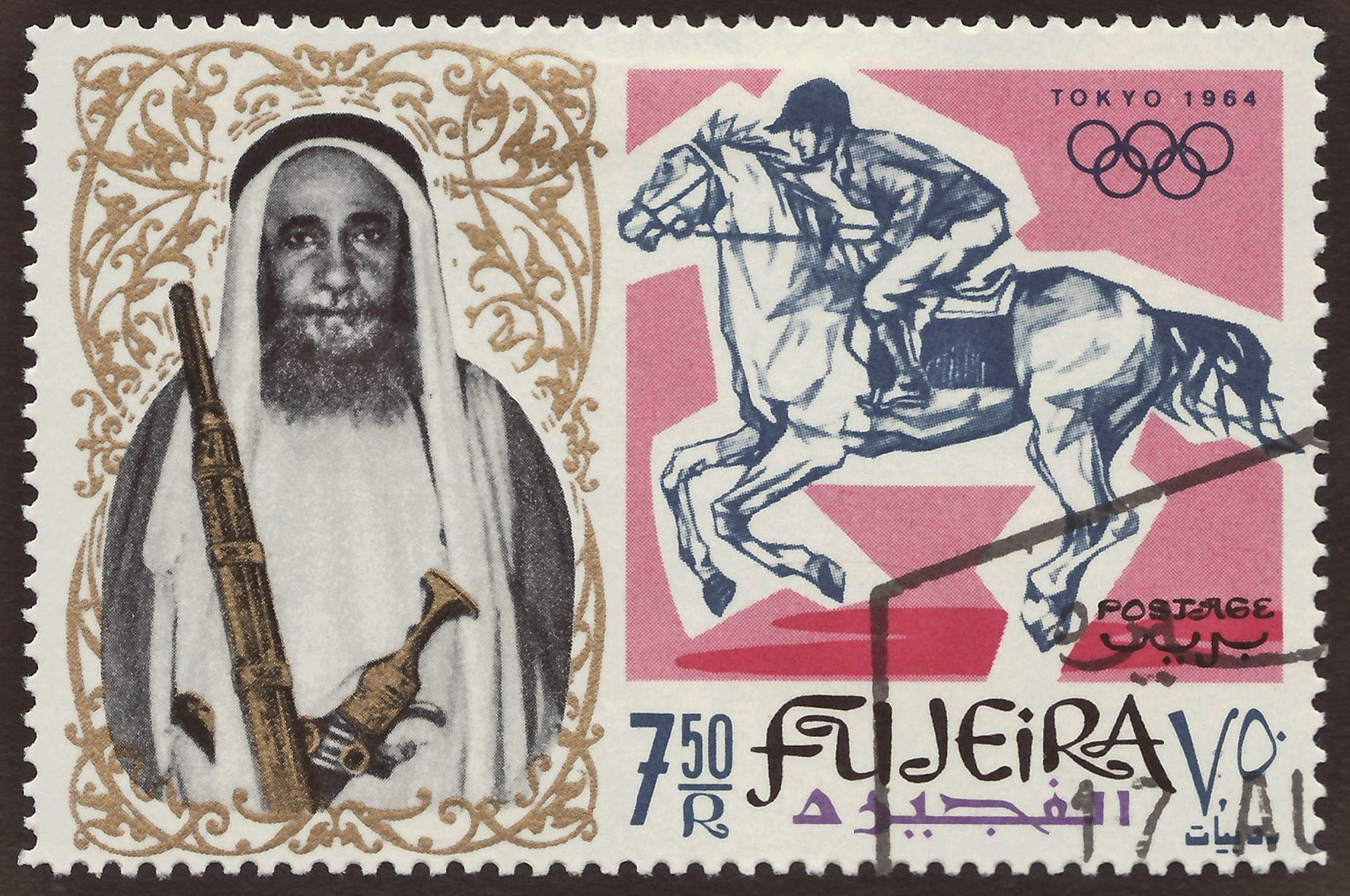
طابع من الفجيرة، 1964
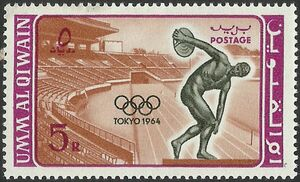
طابع من أم القيوين، 1964
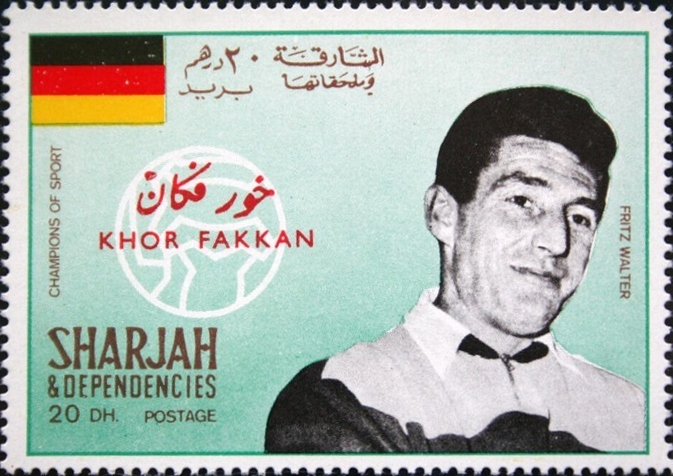
طابع من الشارقة، 1968

## طوابع الكثبان الرملية في اليمن

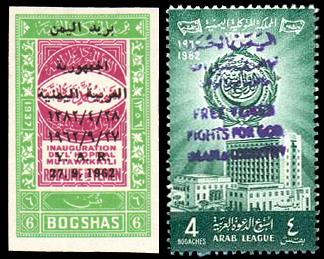
طوابع تحتوي طباعة فوقية.

في عام 1926، تم إعلان المملكة المتوكلية اليمنية في شمال اليمن، والتي استقلت عن سلطة الإمبراطورية العثمانية. منذ عام 1948، كانت تحت الحكم الإمام أحمد بن يحيى. في 19 سبتمبر 1962، بعد وفاة الشيخ أحمد، ورث العرش ابنه الأكبر محمد البدر.
بعد أسبوع من تتويجه، عزله الجمهوريين المتمردين بقيادة عبد الله السلال، الذي نصب نفسه رئيسًا للجمهورية العربية اليمنية المعلنة حديثًا. وفر محمد البدر إلى شمال الدولة ونظم مقاومة حاشدة هناك.
اندلعت حرب أهلية في البلاد. دعمت مصر الجمهوريين، التي أرسل رئيسها جمال عبد الناصر جيشًا قوامه 70 ألف جندي إلى اليمن. كما دعم الاتحاد السوفيتي الجمهورية العربية اليمنية. دعمت المملكة العربية السعودية والأردن بموافقة الولايات المتحدة الحكم الملكي. واستمر القتال بدرجات متفاوتة من النجاح، فبالإضافة إلى الخصمين «الرسميين» ظهرت بشكل دوري تجمعات بديلة واختفت في المناطق غير الخاضعة لسيطرتهم.
اعتبر كل جانب أنه من الضروري، أولاً وقبل كل شيء، إجراء طباعة فوقية للمخزونات التي تم الاستيلاء عليها من طوابع بريد العدو، فضلاً عن إصدار طوابع خاصة عديدة ومتنوعة لأغراض الدعاية بشكل أساسي وإضفاء الشرعية على النظام ومصدرا للدخل. استخدم عدد قليل جدًا من هذه الطوابع في التداول البريدي الحقيقي. بالإضافة إلى ذلك، فإن معظم الإصدارات المتداولة في سوق هواة جمع الطوابع في هذه الفترة لا تتعلق بأي طرف على الإطلاق، فهذه هي ثمرة أنشطة وكالات هواة جمع الطوابع.
بعد حرب الأيام الستة عام 1967، بدأ عبد الناصر انسحابًا تدريجيًا للقوات المصرية من شمال اليمن، مما أدى إلى إضعاف الجمهوريين أكثر فأكثر. ومع ذلك، في العام التالي، عانت القوات الرئيسية للملكيين من الهزيمة الأخيرة في معارك اليمن. عاصمة البلاد صنعاء، وبعد ذلك اعتبر معظم زعماء المعارضة أنه من الجيد الانتقال إلى جانب الجمهورية. توجت سلسلة من المفاوضات المطولة ومؤتمرات السلام باعتراف الملك فيصل بجمهورية اليمن العربية عام 1970 وانتهت الحرب.
في أغلب الأحيان (ولكن ليس دائمًا)، يمكن تمييز الطوابع البريدية في شمال اليمن عن «الكثبان الرملية» حسب الموضوع والتصميم، فما صدر عن بعض السلطات عموما كان حافلًا بالأحداث في العالم العربي ومتعلقا بها. ومع ذلك، هناك أيضًا طوابع مزورة والمطبوعات الزائفة والرائعة على طوابع البريد الحقيقية منتشرة.
فيما يتعلق باسم الدولة الموجود على الطوابع، فقد حملت طوابع المملكة المتوكلية اليمنية الاسم الرسمي أو ببساطة البريد اليمني، بينما حملت إصدارات الجمهوريين نص الجمهورية العربية اليمنية أو اختصار YAR.
الطوابع البريدية الصادرة شرعًا التي لها علاقة حقيقية بالتداول البريدي حيث تم إدرجت في كتالوجات هواة جمع الطوابع العالمية، ولم تدرج الإصدارات الملونة الزاهية هناك. صحيح أن كل كتالوج بشكل مستقل وبطرق مختلفة يحدد كيف تتوافق هذه المشكلة أو تلك مع حالة الكتالوج البريدي. يعد كتالوج سكوت الأكثر تحفظًا في هذا، بينما كتالوج ستانلي جيبونز وكتالوج ميشيل أكثر تساهلا.

### صور طوابع المملكة المتوكلية اليمنية

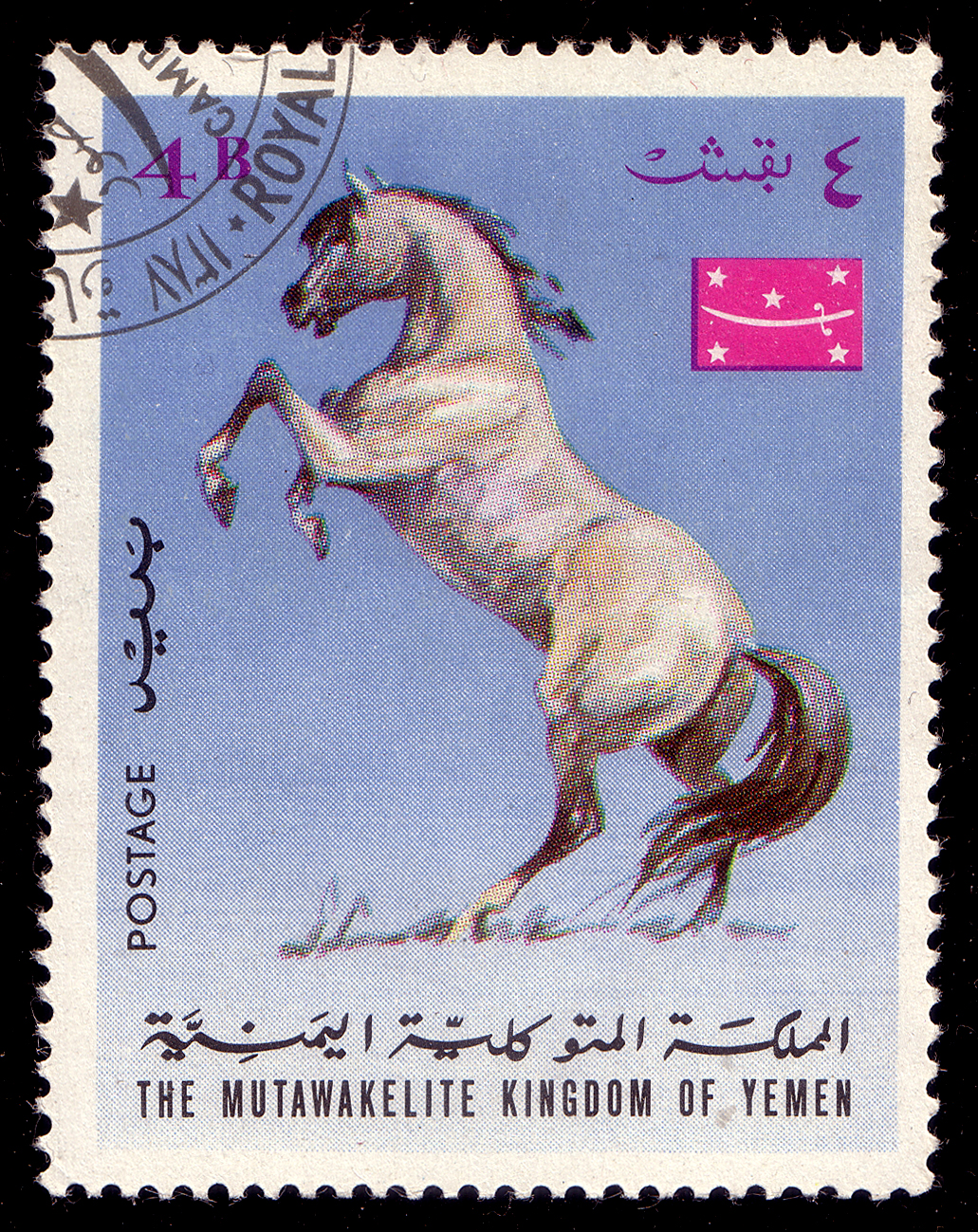
طابع من المملكة المتوكلية اليمنية سنة 1967
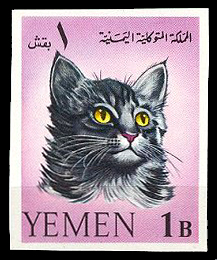
طابع من المملكة المتوكلية اليمنية
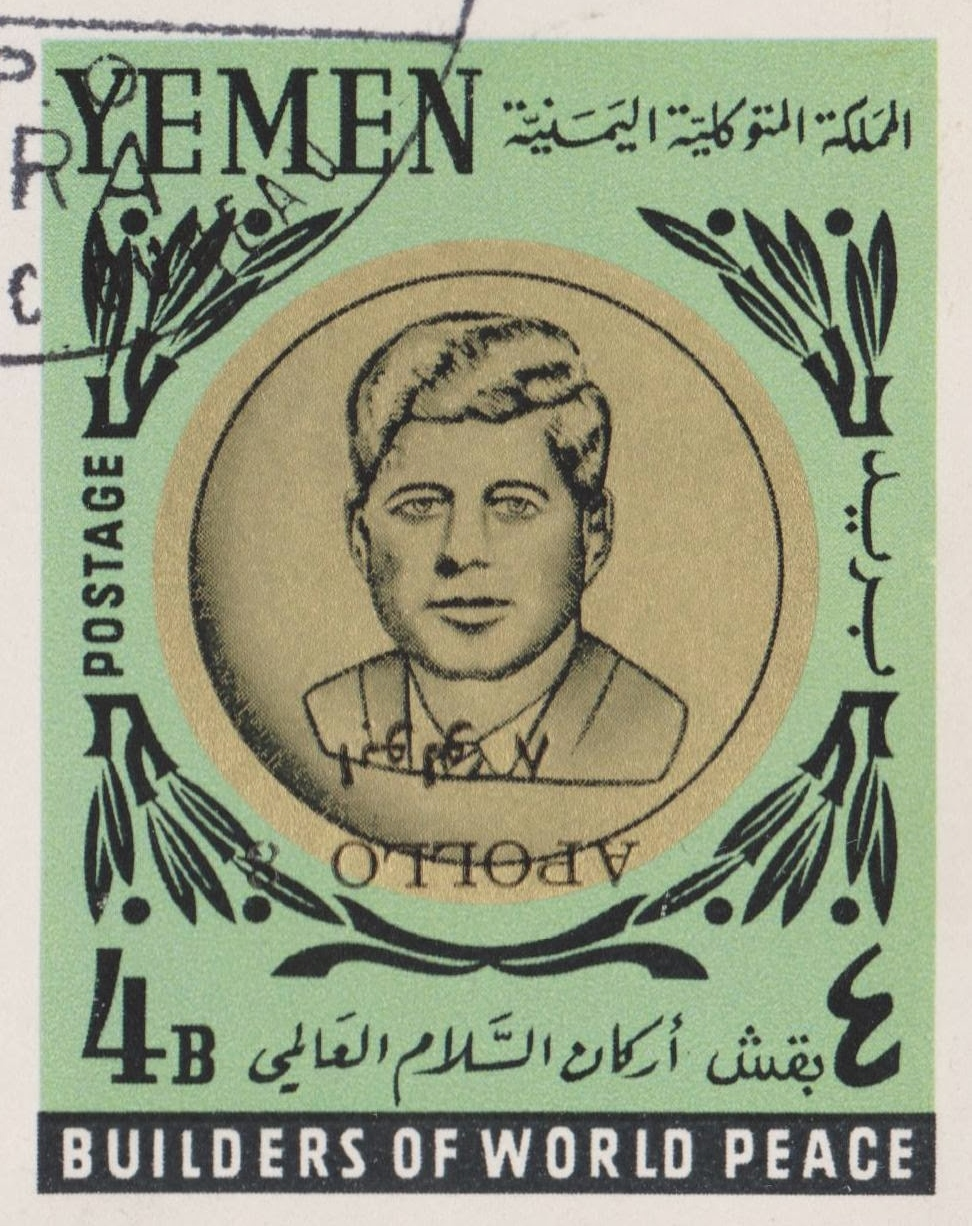
طابع يحمل صورة جون كندي
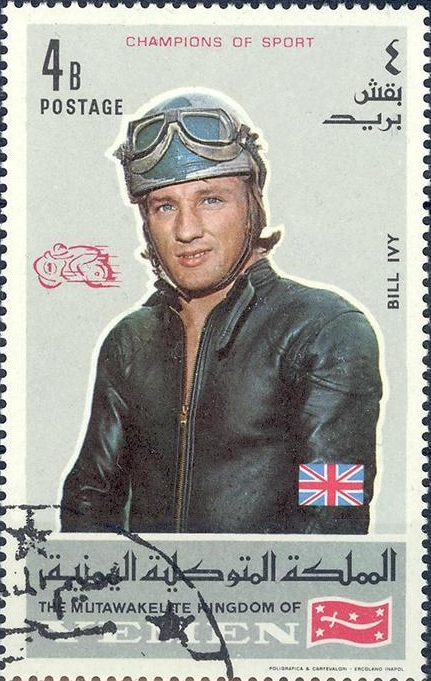
طابع يحمل صورة بيل آيفي
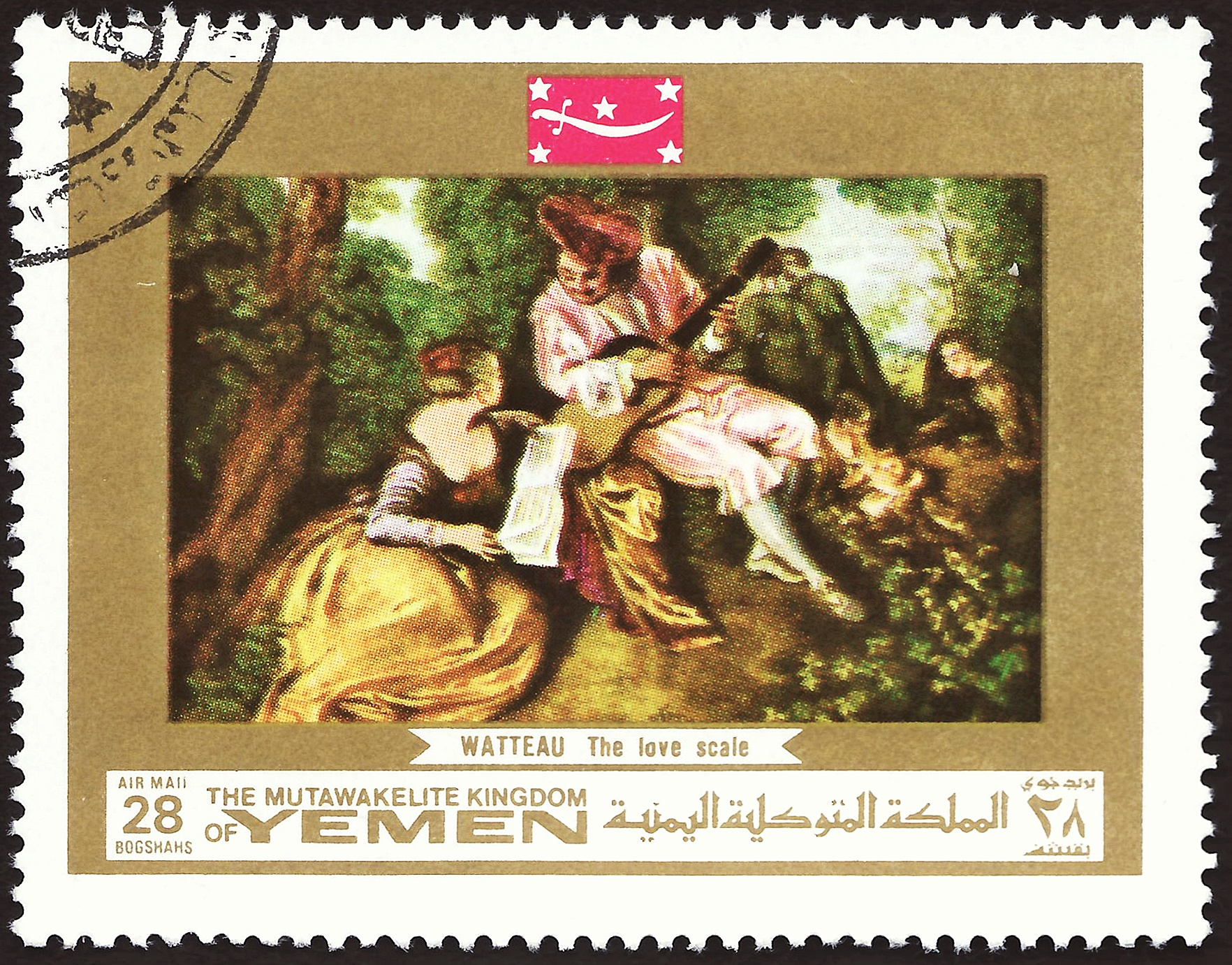
طابع يحمل لوحة مقياس الحب (بالإنجليزية: The Scale of Love) للرسام أنطوان واتو
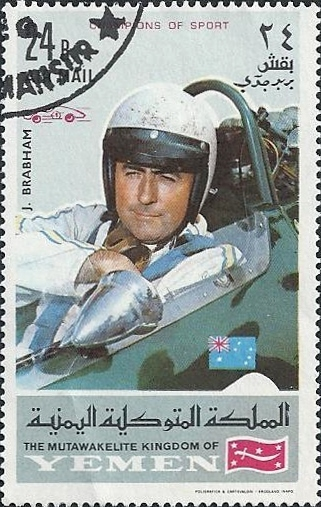
طابع يحمل صورة جاك برابهام

لمطالعة صور طوابع أخرى في موقع كومنز من الرابط: هنا

### صور طوابع الجمهورية العربية اليمنية

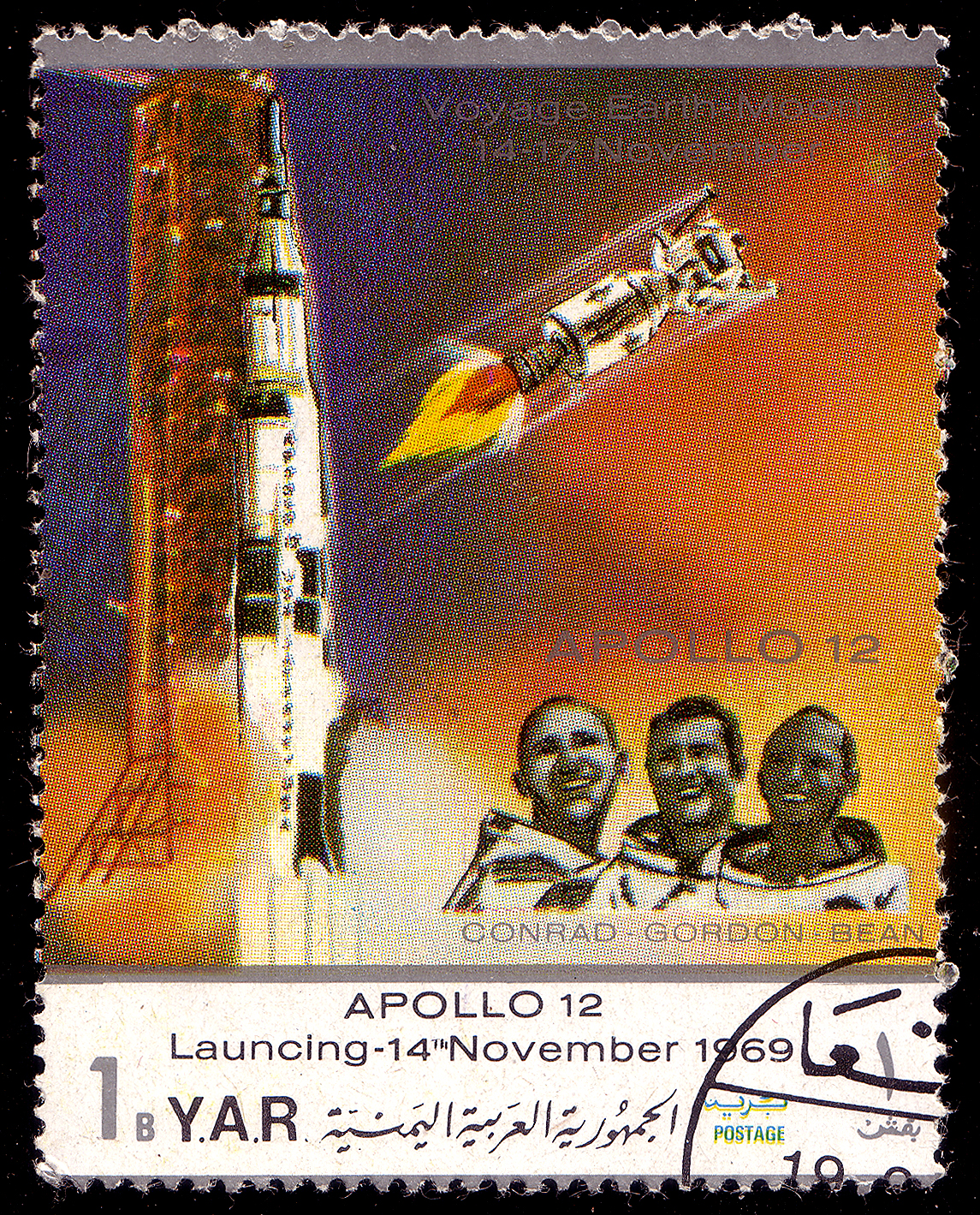
طابع من الجمهورية العربية اليمنية سنة 1969 لمهمة أبولو 12 وصور تشارلز كونراد وريشارد جوردن وألان بين
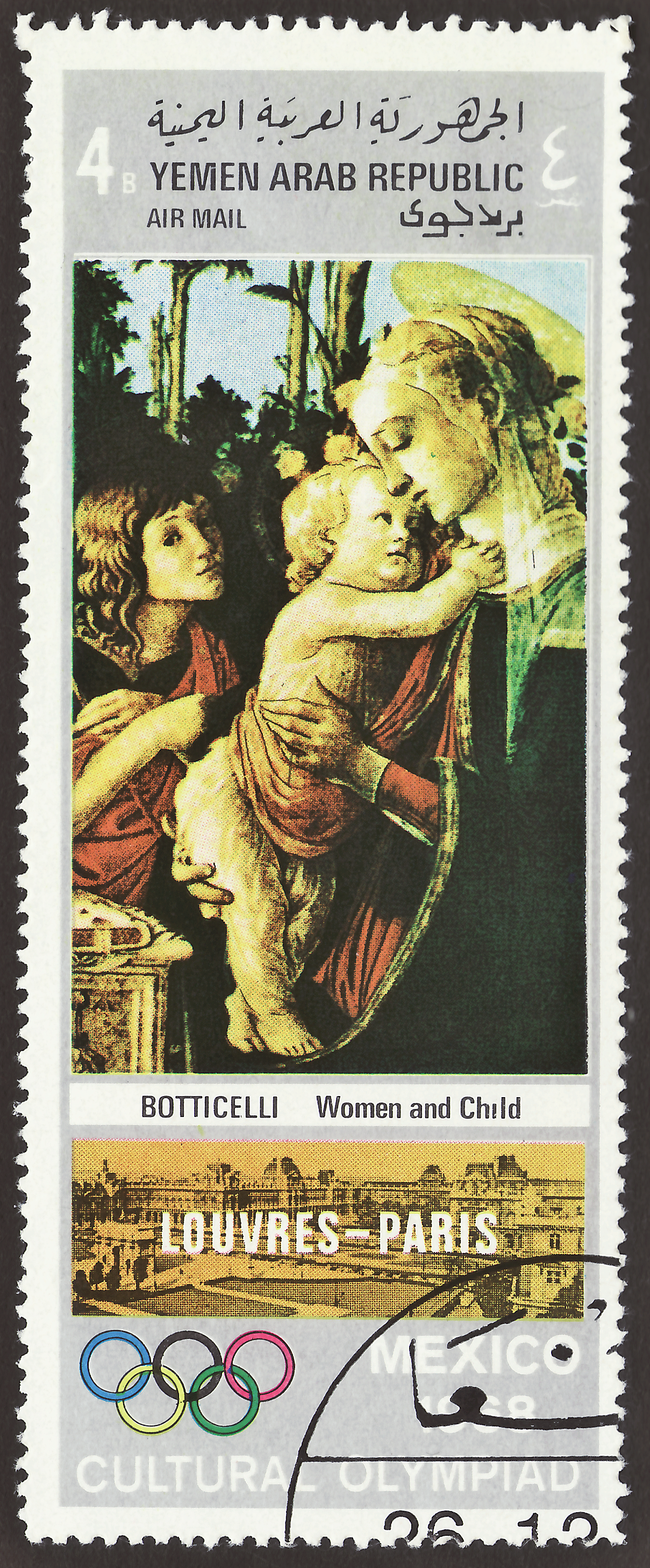
لوحة للعذراء وطفلها المسيح للرسام ساندرو بوتيتشيلي على طابع من اليمن، (طالع الطابع السابق من الفجيرة)
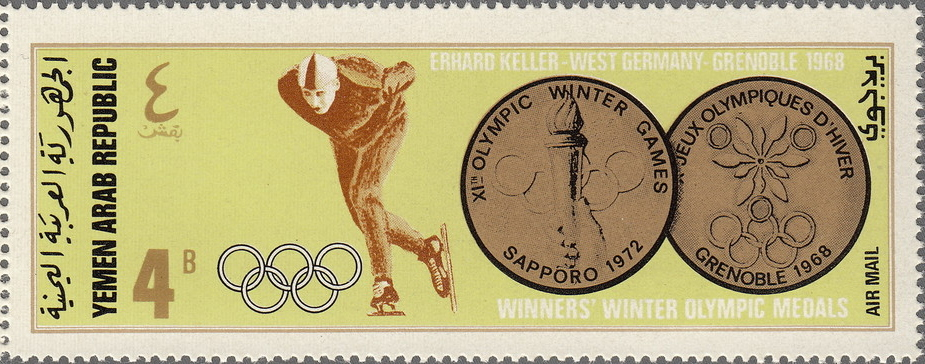
طابع يحمل صورة إرهارد كلر

لمطالعة صور طوابع أخرى في موقع كومنز من الرابط: هنا

## طوابع اليمن الجنوبي
استولت شركة الهند الشرقية البريطانية على ميناء عدن في عام 1832، والذي استخدم فيما بعد قاعدة على الطريق البحري إلى الهند. حتى عام 1837، استعمل الميناء كجزء من الهند البريطانية، وبعد ذلك فصل إلى مستعمرة منفصلة في عدن.
كانت بقية الإمارات الجنوبية اليمنية والسلطنات والمشايخ المتحدة ضمن محمية عدن تحكمها بريطانيا العظمى بشكل غير مباشر، ولكن من خلال المعاهدات التي أبرمتها مع حكامها المحليين في أواخر القرن التاسع عشر وأوائل القرن العشرين. لم تكن المتروبل مهتمة بالتنمية الاقتصادية للمنطقة، وباستثناء الأراضي المجاورة مباشرة لميناء عدن، كانت المنطقة في حالة ركود اقتصادي واشتباكات متكررة بين العشائر.
في نهاية الحرب العالمية الثانية، قسم اليمن الجنوبي إداريًا إلى الأجزاء الغربية والشرقية (حضرموت)، ومنذ عام 1942 مُنحت السلطنات المحلية استقلالًا بريديًا، حيث لها الحق في إصدار طوابع خاصة بها مع الإشارة إلى الانتماء إلى محمية عدن. أثار إنشاء عبور النفط من الخليج العربي والوضع في المناطق العربية المجاورة ازدياد المشاعر المعادية لبريطانيا المتزايدة. دعا الرئيس المصري جمال عبد الناصر، الذي كان يتمتع بشعبية في العالم العربي في الستينيات، جميع اليمنيين إلى الوحدة ضمن الجمهورية العربية المتحدة.
مع إدراك البريطانيين نهاية الخمسينيات لحتمية مغادرتهم المنطقة، وضعوا خططهم الخاصة: في فبراير 1959، أنشأوا اتحاد إمارات الجنوب العربي تحت رعايتهم على أراضي الإمارات الست في الجزء الغربي من محمية عدن، ثم ضمت إحدى عشرة وحدة أخرى في الفترة من 1961 إلى 1964 على مراحل. في أبريل 1962، تم حمل الاتحاد اسم اتحاد الجنوب العربي (FYA)، وفي يناير 1963، تم دمجت مع مستعمرة عدن.
لكن المقترحات المقدمة إلى سلطنات حضرموت للانضمام إلى الاتحاد قوبلت بالرفض من قبلهم. كما قررت سلطنة يافع العليا أن تظل خارج الاتحاد. استمروا رسمياً في أن يكونوا جزءًا من محمية عدن، التي أعيدت تسميتها في يناير 1963 محمية الجنوب العربي الشرقية، أيضًا تحت رعاية المملكة المتحدة.
وبحلول منتصف الستينيات، ظهر مصدرو طوابع بريدية مستقلون في اليمن الجنوبي، حيث كان كل منهم يأمل في إنشاء قاعدة اقتصادية صلبة ثم إعلان استقلالهم الكامل. باستثناء اتحاد الجنوب العربي، أبرمت كل من الكيانات المذكورة أدناه اتفاقيات مع وكالات هواة جمع الطوابع بعد أن حصلت على الاستقلال البريدي لفترة قصيرة.
بدأ اتحاد الجنوب العربي في إغراق السوق العالمية بطوابع بريدية صدرت نيابة عن السلطنات. تعتبر معظم إصداراتهم من 1966-1967 «كثبان رملية»، وكذلك جميع الإصدارات اللاحقة للسلطات والحكام المطرودين، والتي حدث معظمها في عام 1968.
| العلم                      | الاسم الرسمي                           | الاسم على الطوابع                               | عدد الإصدارات    |
| -------------------------- | -------------------------------------- | ----------------------------------------------- | ---------------- |
|                            | اتحاد الجنوب العربي                    | اتحاد الجنوب العربي                             | 29 طابعا بريديا  |
| محمية جنوب الجزيرة العربية |                                        |                                                 |                  |
|                            | السلطنة القعيطية، الشحر والمكلا حضرموت | بريد الدولة القعيطية حكومة الشحر والمكلا حضرموت | 192 طابعا بريديا |
|                            | السلطنة الكثيرية سيئون حضرموت          | بريد الدولة الكثيرية، حكومة سيئون حضرموت        | 201 طابعا بريديا |
|                            | سلطنة المهرة في قشن وسقطرى             | السلطنة المهرية الجنوب العربي                   | 156 طابعا بريديا |
|                            | سلطنة يافع العليا                      | دولة يافع العليا                                | 97 طابعا بريديا  |

### طوابع الجنوب اليمني

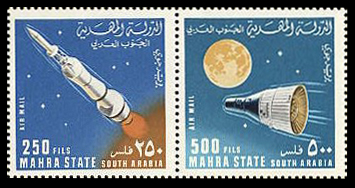
طابعين من السلطنة المهرية الجنوب العربي عن مشروع جمناي
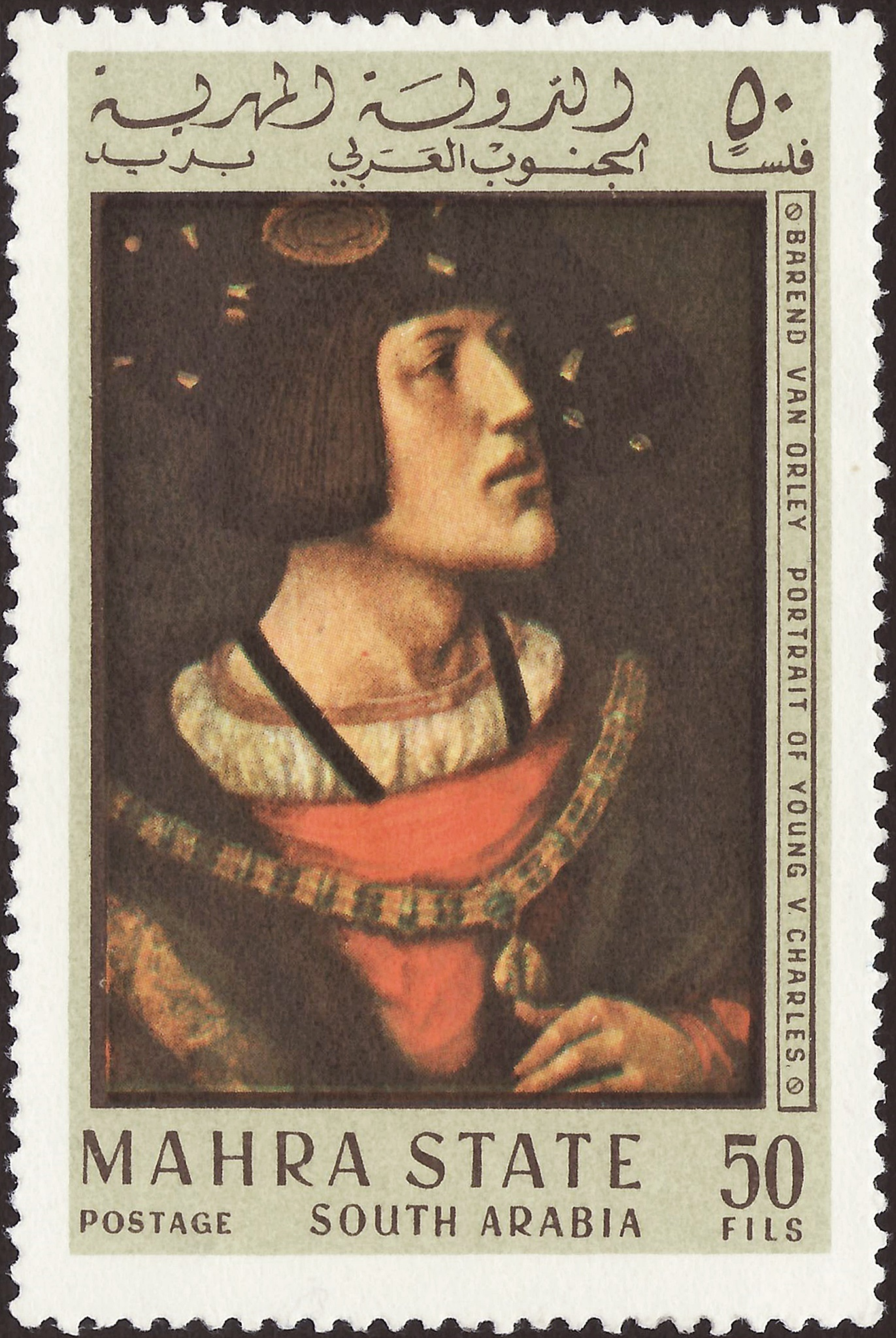
طابع من السلطنة المهرية الجنوب العربي يظهر كارلوس الخامس هابسبورغ رسمه برنارد فان أورلاي
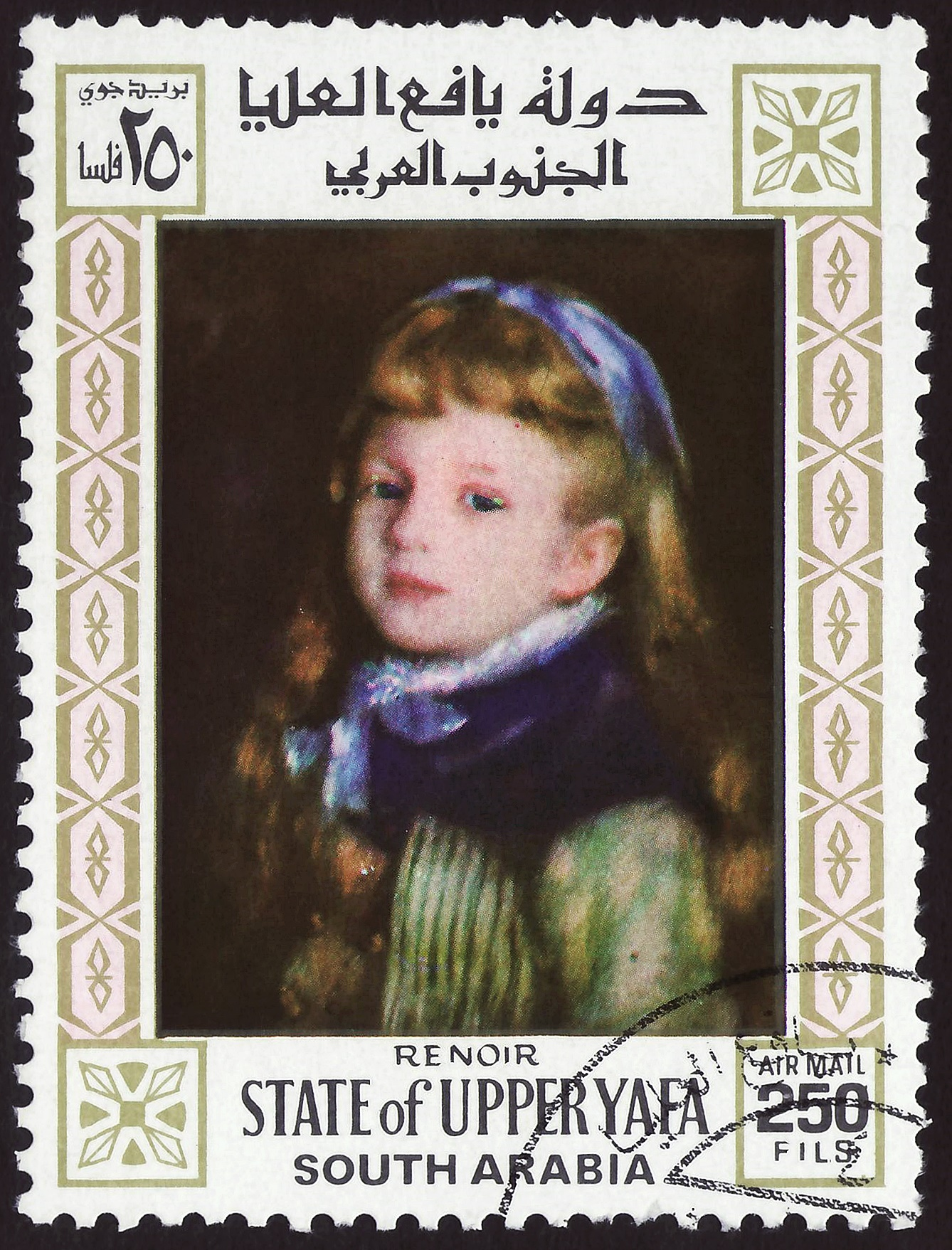
طابع من دولة يافع العليا يظهر لوحة لبيير أوجست رينوار
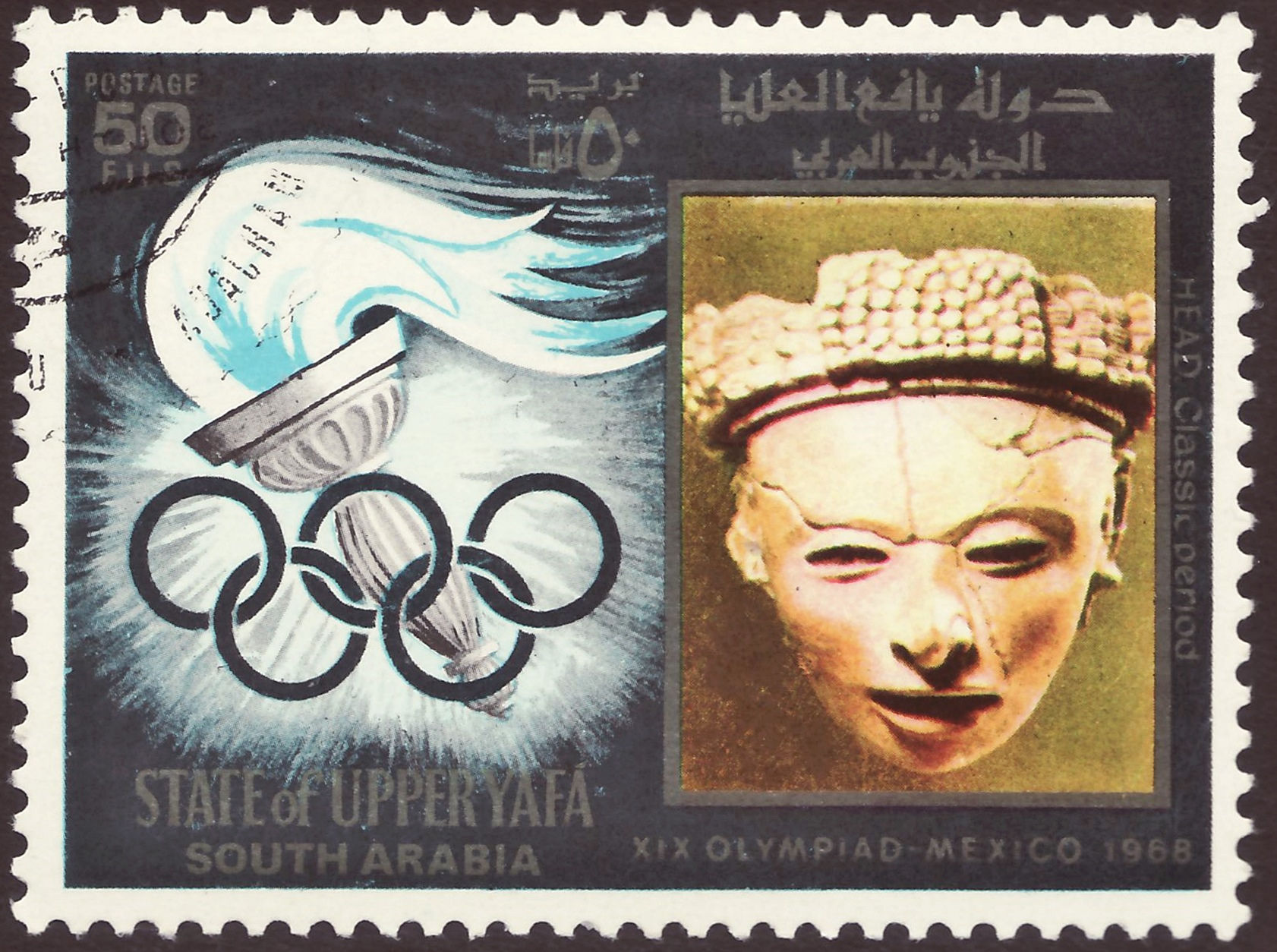
طابع من دولة يافع العليا عن الألعاب الأولمبية الصيفية 1968
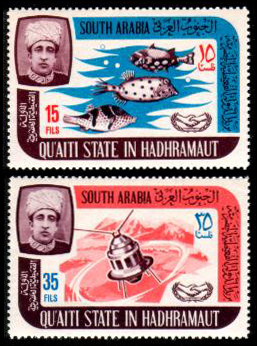
طابعان من السلطنة القعيطية ويظهران صورة لسلطان الدولة القعيطية (إما عوض القعيطي أو غالب الثاني بن عوض القعيطي)

## عمان
أشهرت سلطنة عمان بقضية إصدار طوابع الكثبان الرملية، فقد كانت تحت الرعاية البريطانية (كان اسمها سلطنة مسقط وعمان حتى 9 أغسطس 1970).
وقعت الكثير من الأحداث التي وقعت قبل عشر سنوات من أول إصدار، أدى بدء تطوير صناعة النفط في منطقة الخليج العربي إلى نزاع طويل الأمد بين سلطنة مسقط وإمامة عمان. في عام 1954، حاول إمام عمان غالب بن علي الحصول بالقوة على استقلال ذاتي أكبر من الحكومة المركزية في مسقط، التي تسيطر عليها سلالة منافسة يحكمها السلطان سعيد بن تيمور. قمع السلطان سعيد بن تيمور التمرد بمساعدة فعالة من القوات البريطانية. في عام 1957، اقتحمت معقل المتمردين نزوى، العاصمة القديمة للبلاد، بمساعدة صاروخ وقنابل من سلاح الجو الملكي البريطاني، وألقي القبض على الإمام غالب وعزله وطرده، كما قضي على آخر مراكز التمرد بحلول عام 1959، وبدأت الدولة بأكملها تسمى سلطنة مسقط وعمان.
في الخارج، بدأ الحاكم المخلوع غالب بن علي، بأنشطة تجارية. في عام 1969، أذن بإصدار أول طوابع «دولة عمان». الغالبية العظمى من الطوابع تحمل أختام إلغاء وهمية (CTO)، ولكن هناك أيضًا عدد قليل من الرسائل البريدية المرسلة إلى عمان عاصمة الأردن وإلى بغداد (عاصمة العراق).
واصل المتمردون من أتباع الإمام سيطرتهم على المناطق الصحراوية بالمنطقة الداخلية ومحاربة المهاجمين. في تلك الفترة، طُبعت طوابع إمامة عمان بشكل أساسي في لبنان، وكانت «وكالته لهواة جمع الطوابع» موجودة في لندن. من السهل تمييزها عن الطوابع البريدية الحقيقية لعمان إذا كنت تعرف باسم: «عمان»، وقد حصلت على استقلال بريدي منذ أبريل 1966، ولم تحمل طوابعها اسم «دولة»؛ ومنذ عام 1970، كتبت اسمها «سلطنة عمان».

### طوابع ظفار
القضية الثانية تتعلق بالانتفاضة في ظفار، في أقصى غرب سلطنة عمان على الحدود مع اليمن الجنوبي. استمرت لفترة أطول وانتهت بهزيمة المتمردين، لكنها أدت بشكل غير مباشر إلى تحديث وانفتاح أكبر للدولة والمجتمع العماني. في عام 1962، أسس زعيم القبائل المحلية مسلم بن نفل جبهة تحرير ظفار والتي بدأت بدعم من اليمن الجنوبي وكذلك من مجموعات أخرى القتال منذ عام 1965 بهدف إقامة دولة موالية للشيوعية في ظفار وتوحيد القبائل في ظفار العمانية والمهرة اليمنية.
تمكن سلطان عمان قابوس بن سعيد من إثارة الانقسام بين المتمردين، ثم هزيمة المتمردين بدعم من جيش الشاه الإيراني وكذلك الأردن والمملكة المتحدة في عام 1976. فر بقايا الانفصاليين إلى اليمن الجنوبي وأوروبا. الجبهة موجودة حاليًا كمنظمة يقع مقرها الرئيسي في لندن وتصدر طوابع بريدية نيابة عن ظفار.

## إصدارات أخرى

### الحمرية
بالإضافة إلى الإصدارات العمانية، أصدرت طوابع أخرى أقل انتشارا. على وجه الخصوص، لم يكن وضع ميناء حمرية الذي كانت تديره عائلة الشامسي لفترة معينة مهما حتى منتصف ستينيات القرن العشرين، ثم أصبح منطقة اقتصادية حرة داخل إمارة الشارقة. في أبريل 1965، ظهرت طوابع مطبوع عليها «حكومة الحمرية» في سوق هواة جمع الطوابع. لم تأذن إدارة بريد الشارقة بهذا الإصدار.

### جزيرة عبد الكوري
في أواخر عام 1969، صدرت عدة طوابع في روما باسم جزيرة عبد الكوري الصغيرة الواقعة بين جزيرة سقطرى والقرن الأفريقي. يبلغ عدد سكان الجزيرة حوالي ثلاثمائة نسمة يعيشون في ثلاث قرى. في الواقع، كانت جزيرة عبد الكوري تابعة إلى اليمن الجنوبي، علما أن وسقطرى نفسها كانت تحكمها سلالة حاكمة، هي نفسها التي حكمت سلطنة المهرة، وقد طُردت منها.

### المنطقة المحايدة بين السعودية والعراق
في فترة 1963-1970، تمكن عدد من الأفراد من توزيع طبعات صغيرة من طوابع بريدية للكويت والعراق والمملكة العربية السعودية وحتى اليمن، مطبوعة في الولايات المتحدة تحمل توشيحا بألوان مختلفة بكلمة "At Tawal وهو اسم لمكان داخل المنطقة المحايدة بين السعودية والعراق. وفقًا لموقع cifr.it ، قام تلميذ أمريكي بطباعة الطوابع.

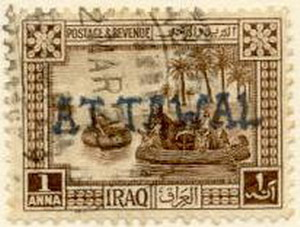
طابع بريدي عراقي يحمل توشيح At Tawal
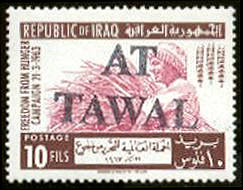
طابع بريدي عراقي يحمل توشيح At Tawal

## طالع أيضًا
- الطوابع البريدية لدولة الإمارات
- طوابع سندريلا